# Força Espacial dos Estados Unidos
A Força Espacial dos Estados Unidos (em inglês: United States Space Force, USSF) é o ramo de serviço espacial das Forças Armadas dos Estados Unidos e a primeira força espacial do mundo. Junto com a Força Aérea dos Estados Unidos, a Força Espacial faz parte do Departamento da Força Aérea, liderado pelo Secretário da Força Aérea dos Estados Unidos. Os chefes militares da Força Espacial são o chefe de operações espaciais, que é um dos Chefes do Estado-Maior Conjunto, e o vice-chefe de operações espaciais.
A Força Espacial é o menor serviço armado dos Estados Unidos, composto por 8 600 militares. A Força Espacial opera 77 espaçonaves no total em vários programas como GPS, Space Fence, sistema de comunicações por satélite de defesa, aviões espaciais X-37B, sistema de alerta de mísseis dos Estados Unidos, Rede de Vigilância Espacial dos Estados Unidos, e a Rede de Controle de Satélites. De acordo com a Goldwater–Nichols Act, a Força Espacial é responsável por organizar, treinar e equipar as forças espaciais, que são então apresentadas aos Unified Combatant Command, predominantemente ao Comando Espacial dos Estados Unidos, para emprego operacional.
A Força Espacial dos Estados Unidos tem suas raízes no início da Guerra Fria, com os primeiros programas espaciais militares começando em 1945. Em 1954, a Força Aérea dos Estados Unidos estabeleceu a Western Development Division, a primeira organização espacial dedicada do mundo, sob o comando do General Bernard Schriever e unificou suas forças espaciais sob o Comando Espacial da Força Aérea em 1982. As forças espaciais dos Estados Unidos participaram em todos os conflitos dos Estados Unidos desde a Guerra do Vietnã, principalmente na Guerra do Golfo, muitas vezes referida como a primeira "guerra espacial".
A primeira discussão sobre uma Força Espacial dos Estados Unidos ocorreu sob a administração do presidente Dwight D. Eisenhower em 1958 e quase foi criado em 1982 pelo presidente Ronald Reagan como parte da Iniciativa Estratégica de Defesa. A 2001 Space Commission defendeu a criação de um Corpo Espacial por volta de 2007-2011, mas devido aos ataques de 11 de setembro de 2001 e à Guerra ao Terror, todos os planos foram adiados. Em 2017, a proposta dos deputados Jim Cooper e Mike D. Rogers para um Corpo Espacial foi aprovada na Câmara dos Representantes dos Estados Unidos, mas falhou no Senado dos Estados Unidos. Em 2019, a Câmara e o Senado resolveram suas diferenças para aprovar a United States Space Force Act, e isso foi sancionado pelo então presidente Donald Trump, estabelecendo a Força Espacial dos Estados Unidos como o primeiro novo serviço militar independente desde que as Forças Aéreas do Exército dos Estados Unidos foram reorganizadas como Força Aérea dos Estados Unidos em 1947.

## Missão
Conforme descrito na lei 10 U.S.C. § 9081 e originalmente introduzido na United States Space Force Act, a Força Espacial é organizada, treinada e equipada para:
- Fornecer liberdade de operação para os Estados Unidos no, do e para o espaço;
- Conduzir operações espaciais; e
- Protejer os interesses dos Estados Unidos no espaço.

O Departamento de Defesa dos Estados Unidos define ainda as funções específicas da Força Espacial para:
- Fornecer liberdade de operação para os Estados Unidos no, do e para o espaço;
- Fornecer operações espaciais rápidas e sustentadas;
- Proteja os interesses dos Estados Unidos no espaço;
- Impedir a agressão dentro, do e para o espaço; e
- Conduzir operações espaciais.

### Responsabilidades fundamentais e competências essenciais
Em 10 de agosto de 2020, a Força Espacial divulgou sua doutrina fundamental, Spacepower: Doctrine for Space Forces, expandindo ainda mais suas missões e deveres enumerados. No Spacepower, a Força Espacial define suas três responsabilidades fundamentais das forças espaciais militares, que articula por que o poder espacial é vital para a prosperidade e segurança dos Estados Unidos.
- Preservar a liberdade de ação: o acesso irrestrito e a liberdade de operar no espaço são um interesse nacional vital; é a capacidade de realizar todos os quatro componentes do poder nacional – diplomático, de informação, militar e econômico – da estratégia espacial implícita ou explícita de uma nação. As forças espaciais militares existem fundamentalmente para proteger, defender e preservar esta liberdade de ação;
- Habilite letalidade e eficácia conjunta: as capacidades espaciais fortalecem as operações nos outros domínios da guerra e reforçam todas as funções conjuntas – os Estados Unidos não projetam nem empregam poder sem espaço. Ao mesmo tempo, as forças espaciais militares devem contar com operações militares noutros domínios para proteger e defender a liberdade de ação espacial. As forças espaciais militares operam como parte da Força Conjunta estreitamente integrada em todo o continuum do conflito, em apoio a toda a gama de operações militares; e
- Fornece opções independentes: um princípio central do poder espacial militar é a capacidade de alcançar efeitos estratégicos de forma independente. Nesta qualidade, o poder espacial militar é mais do que um complemento do poder terrestre, do poder marítimo, do poder aéreo e do poder cibernético. Ao longo da continuidade do conflito, o poder espacial militar proporciona à liderança nacional opções militares independentes que promovem a prosperidade e a segurança da nação. As forças espaciais militares alcançam objetivos nacionais projetando poder no, do e para o espaço.

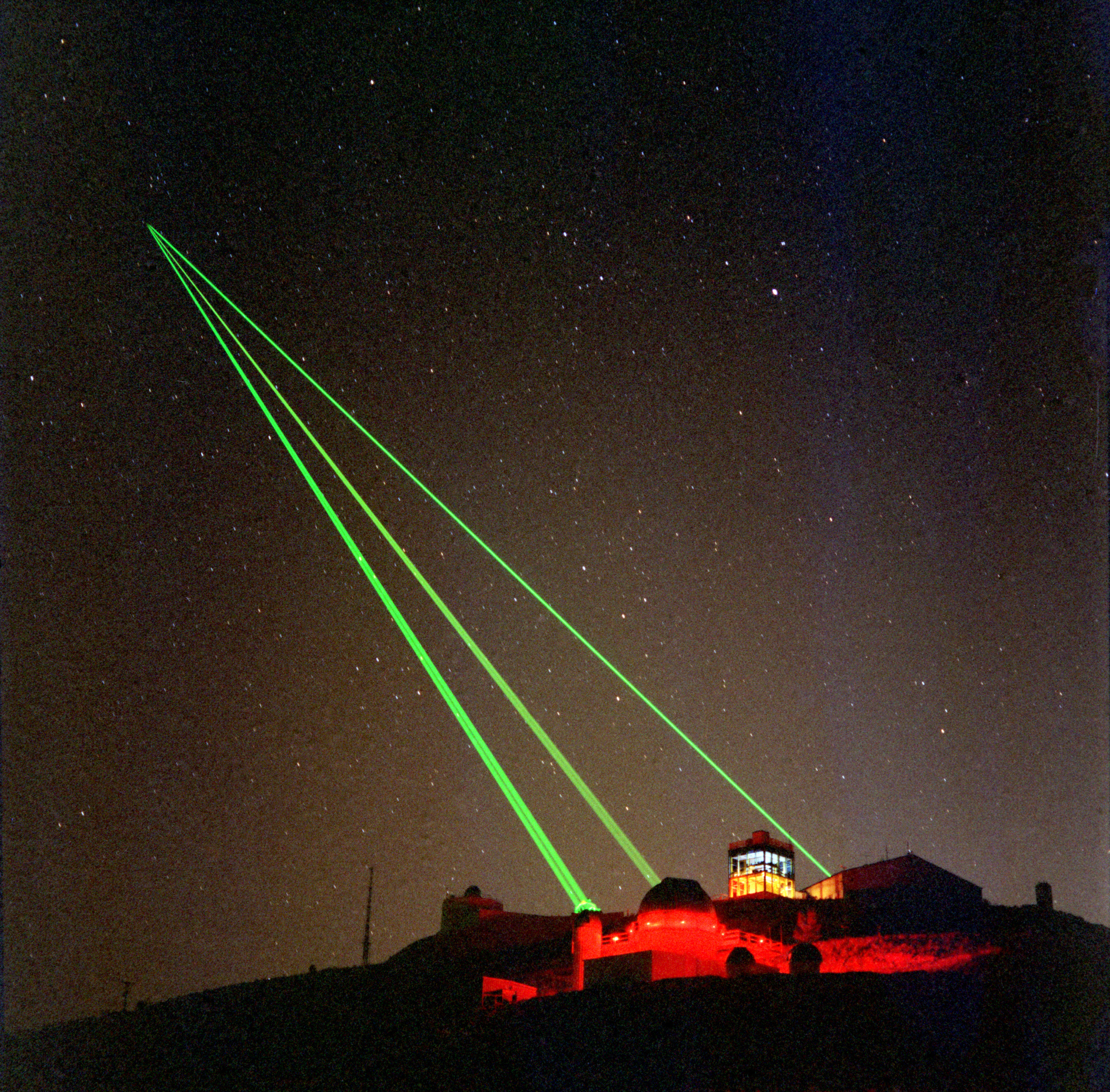
Três lasers emitindo do Starfire Optical Range

As responsabilidades fundamentais são executadas através das cinco competências essenciais do poder espacial militar:
- Segurança Espacial: estabelece e promove condições estáveis para o acesso seguro às atividades espaciais para parceiros civis, comerciais, da comunidade de inteligência e multinacionais;
- Projeção de Poder de Combate: integra operações defensivas e ofensivas para manter um nível desejado de liberdade de ação em relação a um adversário. A Projeção do Poder de Combate em conjunto com outras competências aumenta a liberdade de ação, dissuadindo a agressão ou obrigando um adversário a mudar o comportamento;
- Space Mobility and Logistics (SML): permite a movimentação e apoio de equipamento militar e pessoal no domínio espacial, do domínio espacial de volta à Terra e ao domínio espacial;
- Mobilidade da Informação: fornece coleta e transporte de dados oportunos, rápidos e confiáveis em toda a gama de operações militares em apoio à tomada de decisões táticas, operacionais e estratégicas; e
- Space Domain Awareness (SDA): abrange a identificação, caracterização e compreensão eficazes de qualquer fator associado ao domínio espacial que possa afetar as operações espaciais e, assim, impactar a segurança, a proteção, a economia ou o meio ambiente de nossa Nação.

## História

### Desenvolvimento espacial militar inicial

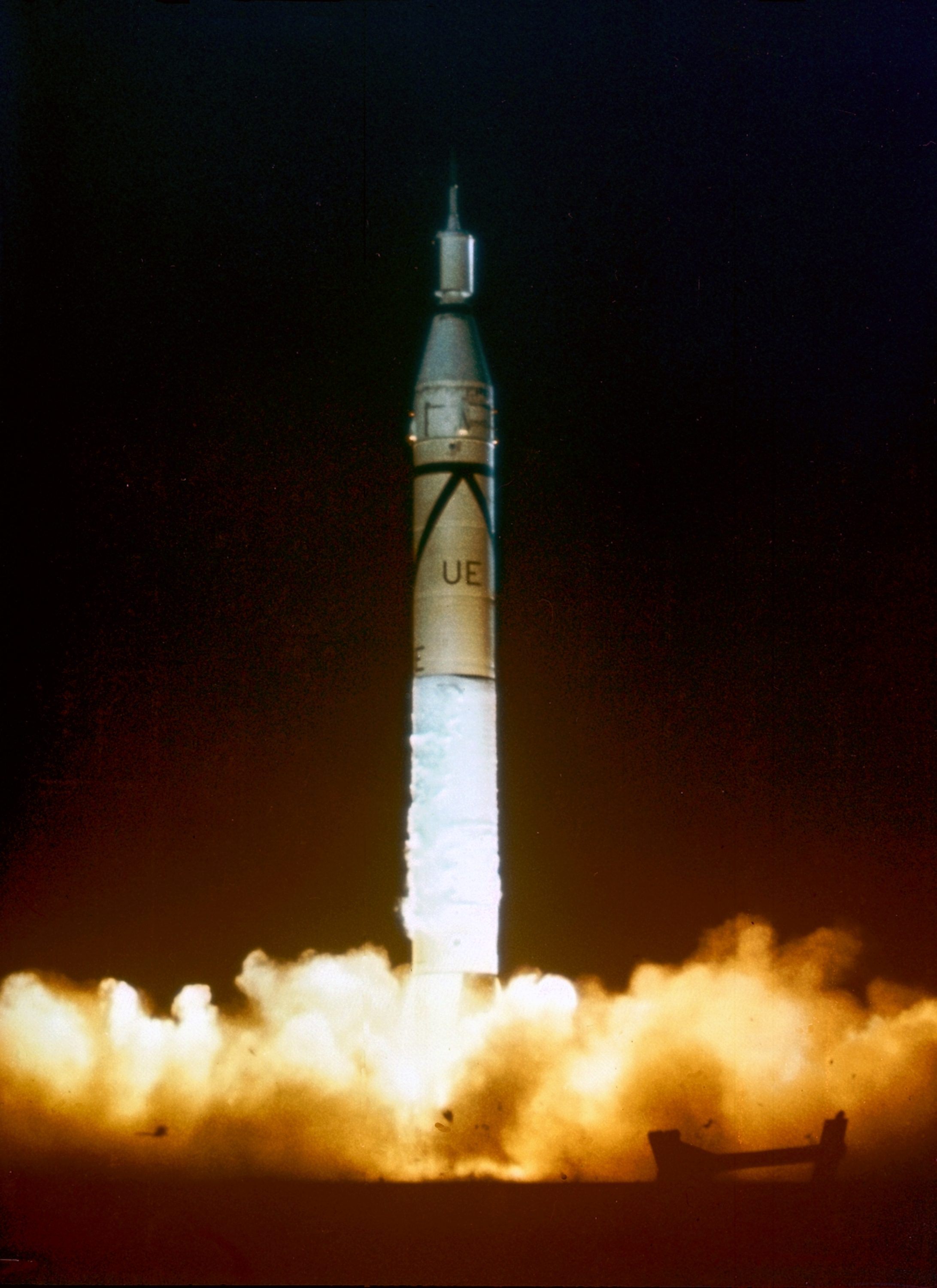
Lançamento do Explorer 1 da Army Ballistic Missile Agency, o primeiro satélite da América

Após o fim da Segunda Guerra Mundial, cada um dos serviços militares começou a se voltar para o espaço. O General do Exército dos Estados Unidos Henry H. Arnold, comandante das Forças Aéreas do Exército, identificou o voo espacial como uma capacidade militar crítica, com cada uma das Forças desenvolvendo programas espaciais e de foguetes paralelos.
Em 1954, a Força Aérea criou a primeira organização espacial dedicada em todo o mundo, criando a Western Development Division sob o comando do General Bernard Schriever. O Exército seguiu logo depois estabelecendo a Army Ballistic Missile Agency em 1955, liderado pelo General John Bruce Medaris e pelo ex-cientista alemão Wernher von Braun. Ambas as organizações, juntamente com o Naval Research Laboratory, foram vitais no desenvolvimento dos primeiros foguetes e naves espaciais americanos.
O lançamento do Sputnik-1 e o fracasso inicial do Projeto Vanguard do Naval Research Laboratory revigoraram o programa espacial militar, com o Exército lançando com sucesso o primeiro satélite da América, o Explorer 1, em um foguete Juno I. O Sputnik também provocou uma consolidação de curta duração do espaço militar sob a Defense Advanced Research Projects Agency. Apesar das preocupações dentro dos serviços militares existentes de que a Defense Advanced Research Projects Agency evoluiria para uma Força Espacial dos Estados Unidos, as autoridades espaciais foram devolvidas ao Exército, à Marinha e à Força Aérea.
No entanto a recém-criada NASA absorveu a Army Ballistic Missile do Exército e o Projeto Vanguard da Marinha em 1959, deixando a Força Aérea praticamente ilesa. Em 1961, a Força Aérea foi designada agente executivo militar para o espaço, dando-lhe liderança dentro do Departamento de Defesa.

### Operações espaciais militares na Guerra Fria

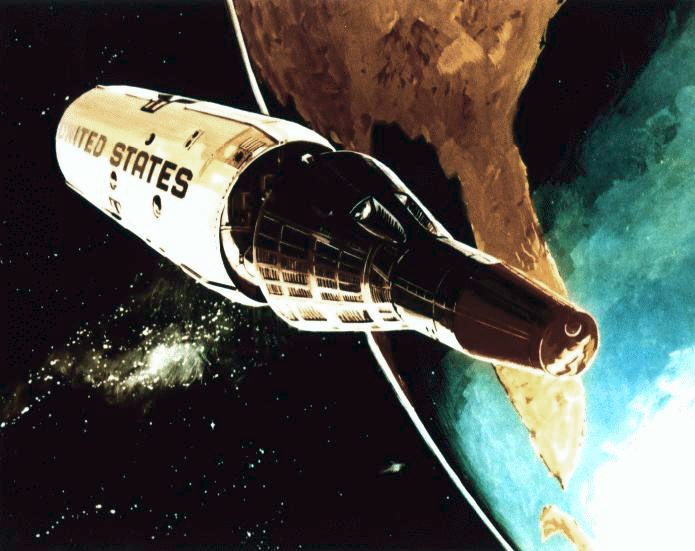
Baseado no Projeto Gemini, o Manned Orbiting Laboratory foi planejado para servir como uma espaçonave de reconhecimento orbital

Embora a Força Aérea tivesse liderança geral no espaço, o Exército e a Marinha ainda tinham missões espaciais, com o Exército e a Marinha responsáveis pela operação de elementos dos sistemas de comunicações por satélite e a Marinha liderando o desenvolvimento e operação de sistemas de navegação por satélite. Estabelecido em 1962 como o primeiro comando de operações espaciais militares do mundo, o Navy Astronautics Group foi criado para operar os satélites de comunicação e navegação da Marinha. O primeiro emprego militar das forças espaciais ocorreu durante a Guerra do Vietnã, com a Força Aérea a utilizar os seus satélites meteorológicos e de comunicações para apoiar operações terrestres e aéreas no teatro. As primeiras espaçonaves militares incluíam o Defense Satellite Communications System da Força Aérea, satélites de detecção de detonação nuclear Vela, o Missile Defense Alarm System (MIDAS), e os satélites de navegação Transit e Timation da Marinha.

Os presidentes Eisenhower e Kennedy foram fortes defensores dos programas espaciais dos Estados Unidos – tanto militares como civis. Durante o discurso do presidente Kennedy, escolhemos ir para a Lua, ele declarou:
"A ciência espacial, tal como a ciência nuclear e toda a tecnologia, não tem consciência própria. Se se tornará uma força para o bem ou para o mal depende do homem. E só se os Estados Unidos ocuparem uma posição de preeminência poderemos ajudar a decidir se esta nova o oceano será um mar de paz ou um novo teatro de guerra aterrorizante. Não digo que devemos ou iremos ficar desprotegidos contra o mau uso hostil do espaço, assim como não ficamos desprotegidos contra o uso hostil da terra ou do mar."

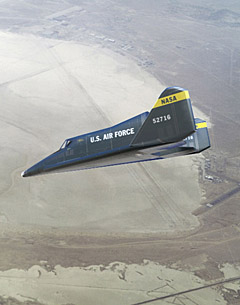
O X-20 Dyna Soar foi concebido para ser o primeiro avião espacial da Força Aérea

Cada um dos serviços militares também forneceu apoio significativo ao programa espacial civil da NASA, com o Projeto Adam da Army Ballistic Missile Agency e os programas Man in Space Soonest da Força Aérea formando a base para o Projeto Mercury da NASA. O Exército e a Força Aérea desenvolveram todos os veículos de lançamento espacial pré-Saturno V da NASA, com a Army Ballistic Missile Agency projetando o Redstone e o Saturno I, enquanto a Força Aérea reaproveitou o Atlas. A Força Aérea, o Corpo de Fuzileiros Navais e a Marinha forneceram todos os primeiros astronautas da NASA e lideraram missões de resgate e recuperação de astronautas. A Força Aérea também forneceu suporte de alcance para lançamentos da NASA a partir da Estação da Força Aérea de Cabo Canaveral.
Preocupada com os voos orbitais soviéticos, a Força Aérea pressionou fortemente por um programa de voos espaciais militares tripulados. O General Curtis LeMay traçou paralelos entre as operações espaciais na década de 1960 e as operações aéreas na Primeira Guerra Mundial, descrevendo como os aviões evoluíram rapidamente de um cavalheirismo pacífico, voos de reconhecimento desarmados para combater esforços destinados a destruir a superioridade aérea inimiga e que seria ingênuo acreditar que não se esperava que as mesmas tendências fossem vistas e preparadas no espaço. Embora a Força Aérea tenha feito progressos significativos no desenvolvimento do avião espacial Boeing X-20 Dyna-Soar, Manned Orbiting Laboratory, e do Blue Gemini, em última análise, a oposição política do Departamento de Defesa impediu-os de entrar em campo operacionalmente.
Embora sem sucesso no lançamento de espaçonaves militares humanas, a Força Aérea e o Exército lideraram com sucesso o desenvolvimento de armas antissatélite. O Projeto SAINT da Força Aérea foi um dos primeiros inspetores de satélites, no entanto, foi cancelado em 1962 pelo Departamento de Defesa, quando detalhes vazaram para o The New York Times. Como principal serviço de defesa antimísseis, o Exército também desenvolveu o míssil antibalístico Nike Zeus para ter capacidade de interceptação de satélites. Em 23 de maio de 1963, um Nike Zeus lançado do Atol de Kwajalein interceptou com sucesso um Veículo Alvo Agena-D e foi colocado em alerta até 1964. O Nike Zeus ASAT do Exército foi substituído pelo Program 437 da Força Aérea, que usou mísseis Thor com ponta nuclear para interceptar satélites, até que o programa foi desativado em 1975.

### A Iniciativa Estratégica de Defesa e a Guerra do Golfo Pérsico

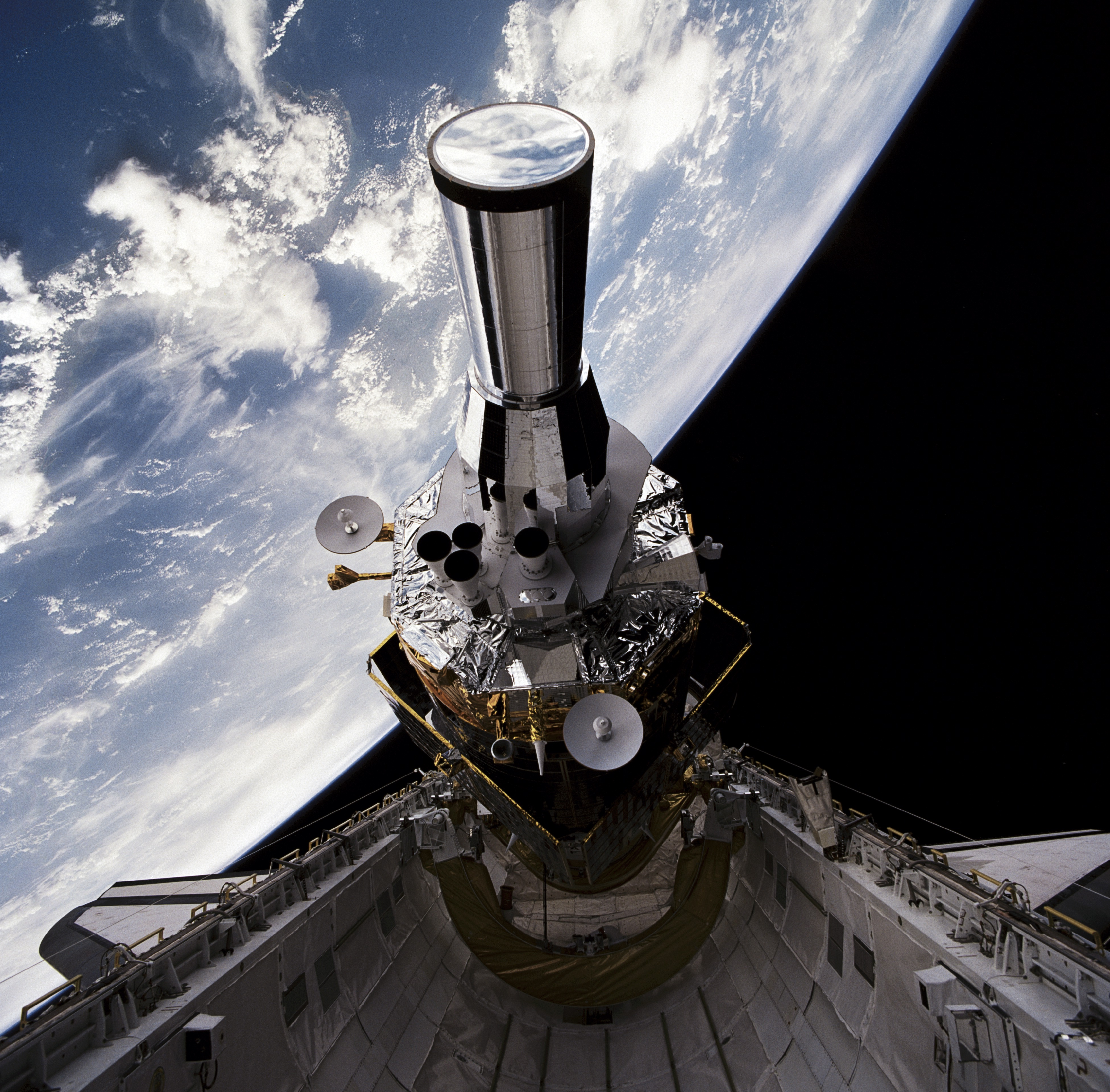
Uma nave espacial de alerta de mísseis do Defense Support Program é lançada do Ônibus Espacial Atlantis na missão STS-44

Insatisfeito com o estado atual das operações espaciais militares dentro da Força Aérea, o representante Ken Kramer apresentou uma resolução para renomear a Força Aérea dos Estados Unidos para Força Aeroespacial dos Estados Unidos para forçar um novo foco no espaço e espalharam-se rumores de que o presidente Ronald Reagan anunciaria o estabelecimento de uma Força Espacial dos Estados Unidos. Estes dois desenvolvimentos estimularam a liderança da Força Aérea a agir, estabelecendo o Comando Espacial da Força Aérea em 1982 para consolidar as suas forças espaciais sob um único comando principal. Em 1985, o presidente Reagan criou o Comando Espacial dos Estados Unidos como um comando combatente unificado para o espaço, tendo o Comando Espacial da Força Aérea como seu principal provedor de serviços. O Comando Espacial Naval foi estabelecido em 1985 e o Comando Espacial do Exército foi criado em 1988 para servir como componentes de serviço do Comando Espacial dos Estados Unidos.

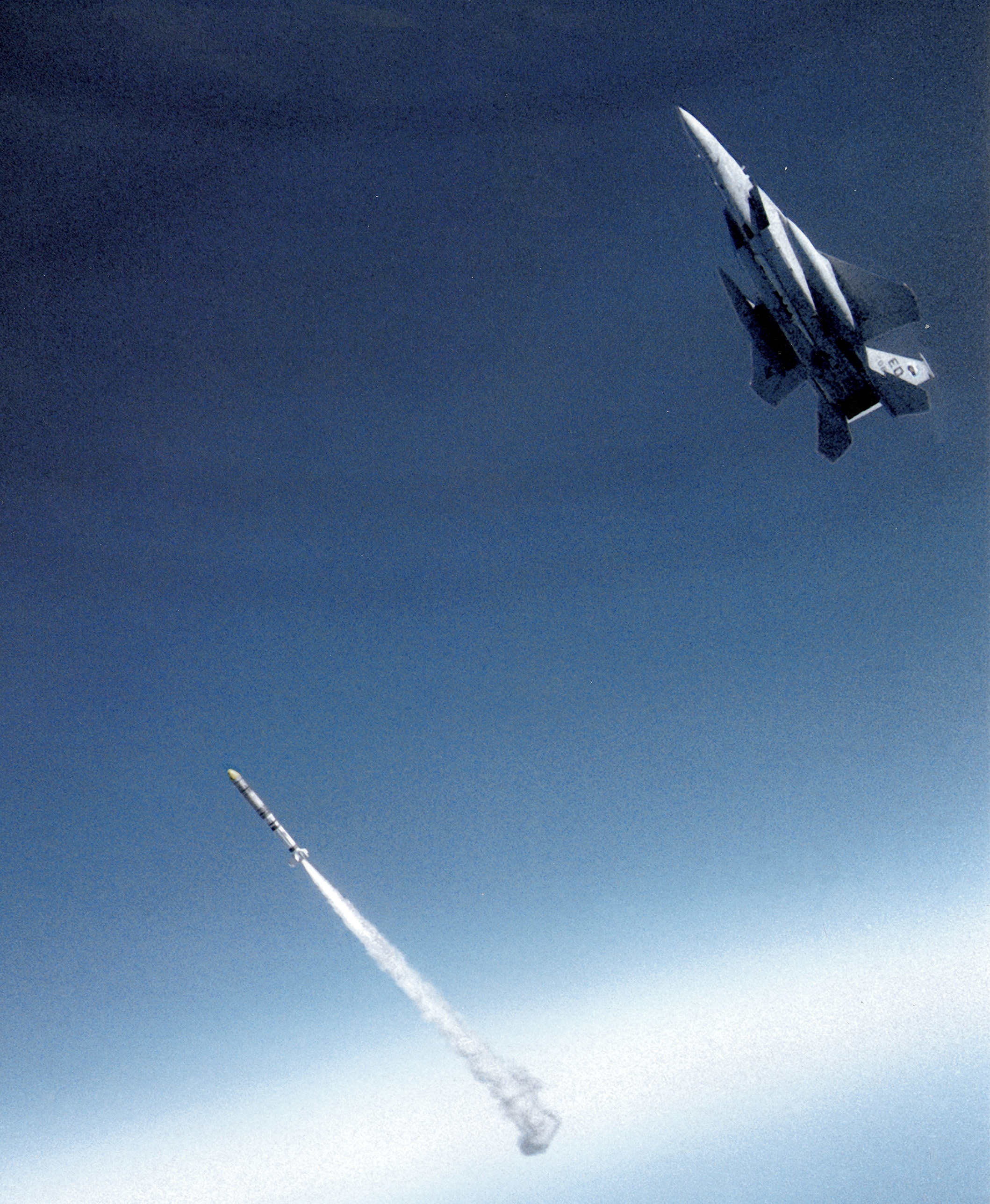
Um F-15A Eagle lança um ASM-135 ASAT, interceptando o satélite Solwind em 13 de setembro de 1985

O estabelecimento do Comando Espacial dos Estados Unidos, do Comando Espacial da Força Aérea e da Iniciativa Estratégica de Defesa pelo Presidente Reagan levou a um renascimento das operações espaciais militares. Em setembro de 1985 um F-15 da Força Aérea dos Estados Unidos conduziu um teste de lançamento do míssil antissatélite ASM-135, destruindo o satélite Solwind. A Força Aérea e a Marinha procederam à implantação de satélites modernizados, como o Sistema de Posicionamento Global da Força Aérea, satélite de comunicações Milstar, a constelação de alerta de mísseis do Defense Support Program, e o sistema de comunicações por satélite da frota da Marinha.
A Guerra do Golfo revelou-se um momento decisivo para as operações espaciais militares, com as forças espaciais fornecendo apoio tático crítico às forças terrestres, aéreas e navais da coalizão. Mais de sessenta satélites forneceram 90% das comunicações e comando e controle do teatro de operações para um exército multinacional de 500 000 soldados, apoio meteorológico para planejadores de missão, alerta antecipado de lançamentos de mísseis Scud iraquianos e navegação por satélite para forças aéreas e terrestres que se deslocam através de um deserto indefinido. Este grau crítico de apoio fez com que a Guerra do Golfo fosse denominada "a primeira Guerra Espacial".
Apesar do papel decisivo desempenhado pelas forças espaciais durante a Guerra do Golfo, vários generais da Força Aérea procuraram fundir o ar e o espaço num continuum aeroespacial contínuo, à dissuasão do espaço. Isto atraiu a ira de congressistas proeminentes, com o senador Bob Smith, em particular, a propor uma força espacial independente. O Congresso estabeleceu a criação da Assess United States National Security Space Management and Organization, mais conhecida como Comissão Espacial, para investigar o assunto.
Presidido por Donald Rumsfeld, a Comissão Espacial divulgou seu relatório em 2001. As principais recomendações incluíam não mais designar exclusivamente pilotos para serem comandantes do Comando Espacial dos Estados Unidos. A comissão observou que menos de 20% dos principais líderes espaciais tinham experiência espacial, sendo a maioria proveniente do piloto, Army Air Defense Artillery, ou operações nucleares e de mísseis e que o indivíduo médio só passou 2,5 anos das suas carreiras em posições espaciais. Em última análise, a Comissão Espacial recomendou o estabelecimento de uma Força Espacial separada como um ramo militar a longo prazo, com o estabelecimento de um Corpo Espacial, análogo às Forças Aéreas do Exército dentro da Força Aérea dos Estados Unidos entre 2007 e 2011.

### Independência da Força Espacial

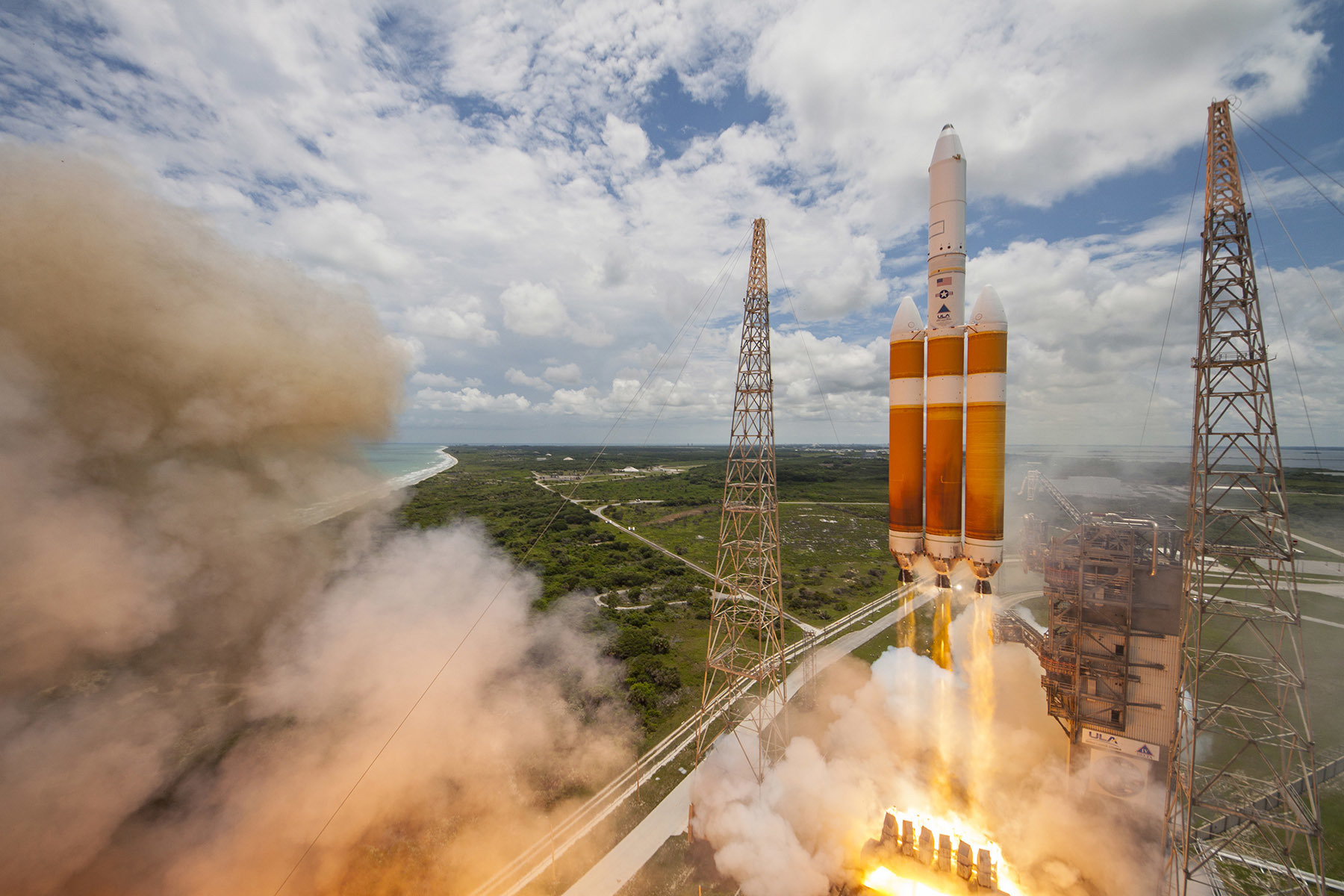
Lançamento de um Delta IV Heavy da Estação da Força Espacial de Cabo Canaveral

Apesar das recomendações da Comissão Espacial, os ataques de 11 de setembro de 2001 e a Guerra ao Terror impediram a evolução contínua das forças espaciais militares. Para abrir caminho para o estabelecimento do Comando Norte dos Estados Unidos, o Comando Espacial dos Estados Unidos foi encerrado e suas funções foram incorporadas ao Comando Estratégico dos Estados Unidos em 2002. O Comando Espacial Naval foi encerrado pouco antes do Comando Espacial dos Estados Unidos, transferindo o Sistema de Vigilância Espacial Naval para o Comando Espacial da Força Aérea. O Comando Espacial do Exército foi subordinado pela primeira vez ao Comando de Defesa Estratégica do Exército em 1992, com o Comando Espacial do Exército ainda existente sob o novo Comando Espacial e de Defesa Estratégica do Exército, renomeado Comando de Defesa Espacial e de Mísseis do Exército em 1997. Certas recomendações da Comissão Espacial foram implementadas, como a transferência do Centro de Sistemas Espaciais e de Mísseis do Comando de Materiais da Força Aérea para o Comando Espacial da Força Aérea.

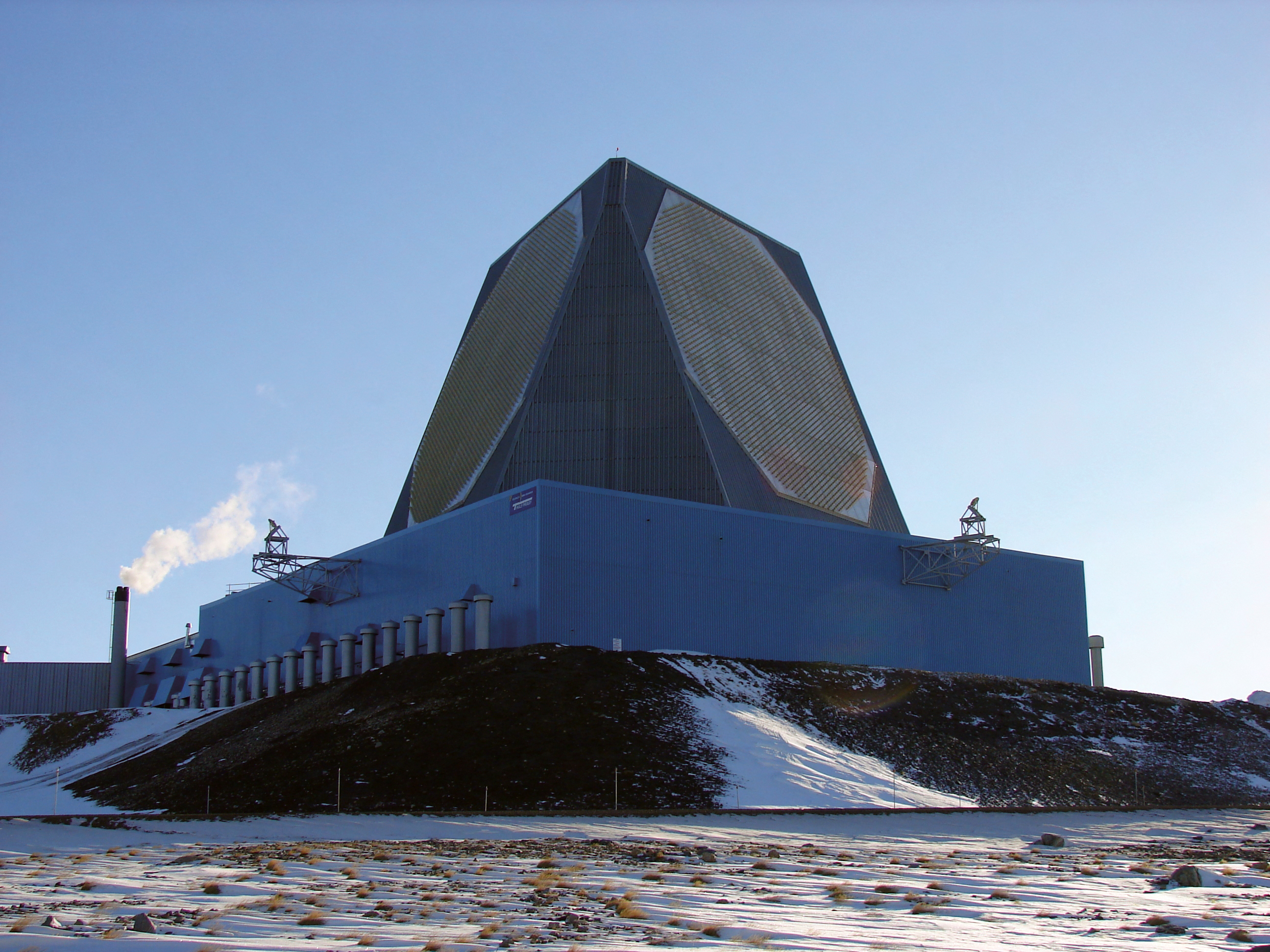
Upgraded Early Warning Radar na Base aérea de Thule, Groenlândia

O Comando Espacial da Força Aérea forneceu apoio direto à Operação Enduring Freedom, permitindo comunicações por satélite, melhorias no sistema de posicionamento global e pessoal destacado para apoiar operações de contraterrorismo. Pela Operação Iraqi Freedom, o Comando Espacial da Força Aérea destacou operadores espaciais para encaminhar bases operacionais no Oriente Médio e o Defense Satellite Communications System forneceu 80% da largura de banda para as forças aliadas no teatro, enquanto 85% da capacidade de comunicações Milstar foi direcionada para o apoio às forças táticas.
Após a desactivação do Comando Espacial dos Estados Unidos em 2002, a Rússia e a China começaram a desenvolver capacidades sofisticadas em órbita e uma série de armas anti-espaciais. Em particular, a China conduziu o teste de míssil antissatélite chinês de 2007, destruindo a sua nave espacial Fengyun, que, segundo a NASA, criou 2.841 itens de detritos de alta velocidade, uma quantidade maior de lixo espacial perigoso do que qualquer outro evento espacial na história. Em 29 de agosto de 2019, o Comando Espacial dos Estados Unidos foi restabelecido como um comando combatente geográfico. Em 2008, o Comando Estratégico dos Estados Unidos conduziu a Operação Burnt Frost para destruir um satélite não funcional do National Reconnaissance Office, antes que seu tanque tóxico de hidrazina pudesse reentrar e causar danos potenciais à segurança humana, com um míssil padrão 3 RIM-161 lançado do USS Lake Erie.
Cada vez mais impacientes com a Força Aérea, os representantes Jim Cooper (D-TN) e Mike Rogers (R-AL) revelaram uma proposta bipartidária na Câmara dos Representantes dos Estados Unidos para estabelecer o Corpo Espacial dos Estados Unidos como um serviço militar separado dentro do Departamento da Força Aérea para dar ao espaço um maior foco cultural e ajudar a desenvolver um sistema de aquisições espaciais mais enxuto e rápido. A proposta do Corpo Espacial foi, em grande parte, estimulada pelo desenvolvimento da Força de Apoio Estratégico do Exército de Libertação Popular e das Tropas Espaciais da Rússia. A proposta foi aprovada na Câmara dos Representantes em julho de 2017, mas o Senado rejeitou a proposta do Space Corps em novembro de 2017, removendo-o do projeto de lei da National Defense Authorization Act para o ano fiscal de 2018; em vez disso, o projeto de lei encomendou um estudo sobre a viabilidade do Space Corps, previsto para o final de 2018. A proposta do Corpo Espacial da Câmara também foi contestada pela Casa Branca do governo Trump, que chamou a ideia de "prematura", enquanto outros dissidentes foram o Secretário de Defesa dos Estados Unidos James Mattis, a Secretária da Força Aérea dos Estados Unidos Heather Wilson e o chefe do Estado-Maior da Força Aérea, general David Goldfein.
Em março de 2018, o presidente Donald Trump disse que a criação de uma Força Espacial era uma “grande ideia” e “poderia acontecer”. Em junho de 2018, Trump disse que havia pedido ao Departamento de Defesa dos Estados Unidos que começasse a estabelecer uma Força Espacial como parte das forças armadas. Em fevereiro de 2019, o Departamento de Defesa apresentou ao Congresso uma proposta legislativa para a criação da Força Espacial. Em junho de 2019 e julho de 2019, o Senado e a Câmara aprovaram suas próprias versões da National Defense Authorization Act para o ano fiscal de 2020, com o Senado propondo uma Força Espacial e a Câmara (através dos Representantes Jim Cooper e Mike Rogers) propondo um Corpo Espacial. A versão do Senado foi proposta pelo Comitê de Serviços Armados do Senado, com o senador Kevin Cramer (R-ND) tendo “desempenhado um papel fundamental na elaboração” do modelo de liderança da Força Espacial, informou a NPR. As negociações foram necessárias porque a Câmara, o Senado e o Departamento de Defesa discordavam de aspectos do plano da Força Espacial/Corpo Espacial. Em 9 de dezembro de 2019, os Comitês de Serviços Armados da Câmara e do Senado anunciaram um acordo sobre a criação da Força Espacial. Em 17 de dezembro de 2019, a Câmara e o Senado, com margens de voto de 377–48 e 82–8 respectivamente, aprovaram uma versão de compromisso da National Defense Authorization Act para o ano fiscal de 2020, que incluía a Força Espacial. O think tank do Center for Strategic and International Studies comentou que a versão da Força Espacial aprovada pelo Congresso foi uma mistura das propostas da Câmara e do Senado: “Embora a decisão sobre as autoridades do Title 10 tenha favorecido a Câmara, muitos dos detalhes da implementação favoreceram o Senado, incluindo o nome do novo serviço e como a aquisição de espaço seria estruturada.”
Em 20 de dezembro de 2019, o presidente Donald Trump sancionou a National Defense Authorization Act para o ano fiscal de 2020, que incluía disposições legislativas para a criação da Força Espacial, ao abrigo da United States Space Force Act. A Força Espacial foi estabelecida como o sexto ramo de serviço armado, com o General da Força Aérea John W. Raymond, comandante do Comando Espacial da Força Aérea e do Comando Espacial dos Estados Unidos, tornando-se o primeiro chefe de operações espaciais. Em 14 de janeiro de 2020, Raymond foi oficialmente empossado como chefe de operações espaciais pelo Vice-presidente dos Estados Unidos, Mike Pence.

### O sexto serviço

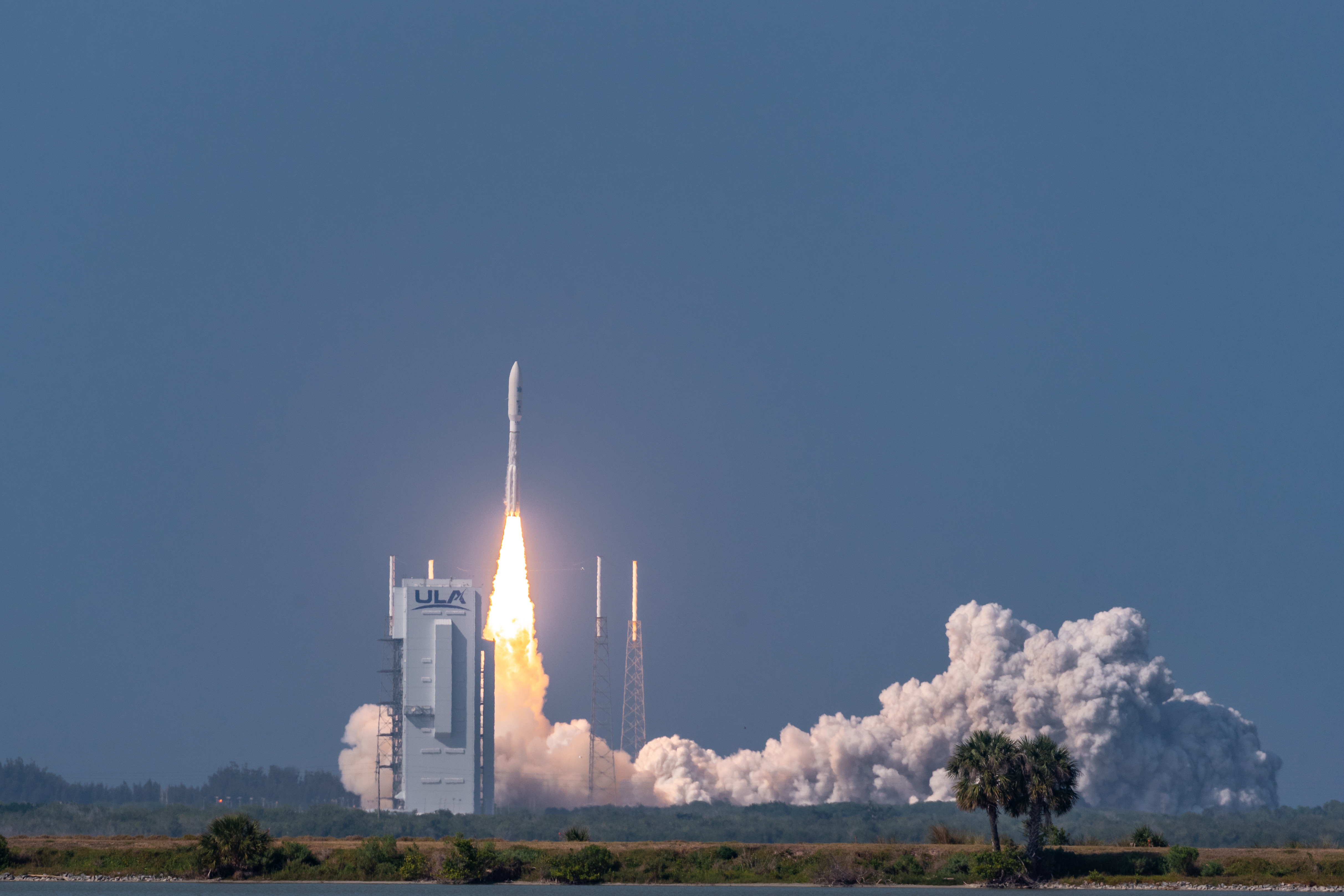
Um Atlas V conduz o primeiro lançamento espacial da Força Espacial dos Estados Unidos em 26 de março de 2020

Após a independência todos os 16.000 aviadores e funcionários civis do Comando Espacial da Força Aérea foram transferidos para a Força Espacial dos Estados Unidos, incluindo a 21st Space Wing, 30th Space Wing, 45th Space Wing, 50th Space Wing, 460th Space Wing, e a 614th Air Operations Center. Wings e grupos foram substituídos por Deltas em 2020 e os comandos de campo da Força Espacial foram ativados em 2020 e 2021. Em 2020, as primeiras bases espaciais da Força Aérea foram renomeadas para bases da Força Espacial. Em setembro de 2020, a Força Espacial e a NASA assinaram um memorando de entendimento reconhecendo formalmente o papel conjunto de ambas as agências. Este novo memorando substituiu um documento semelhante assinado em 2006 entre a NASA e o Comando Espacial da Força Aérea.

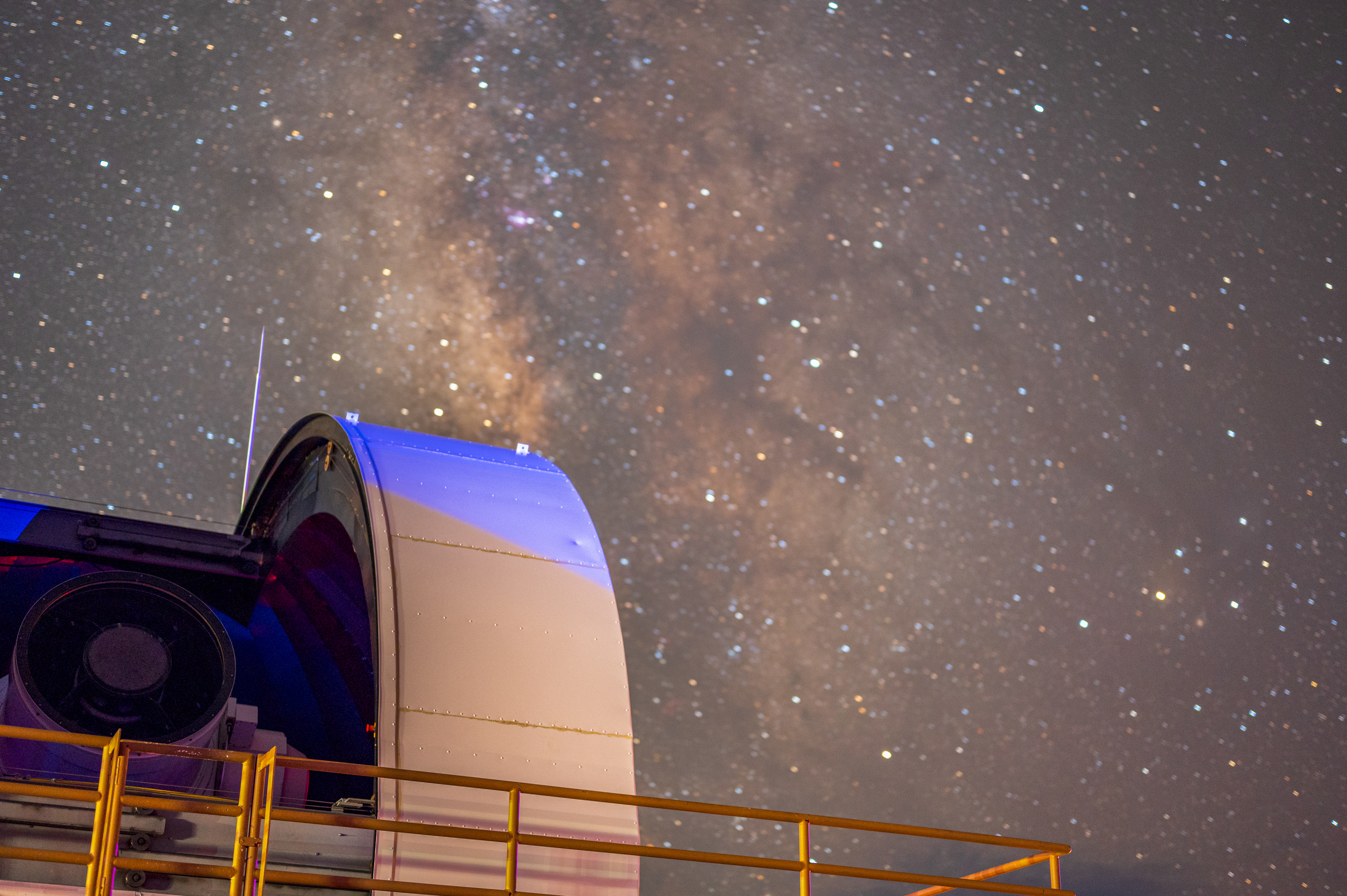
O 15th Space Surveillance Squadron de vigilância Eletro-Óptica do Espaço Profundo baseado em Terra no telescópio no Campo de Teste de Mísseis de White Sands

O General Jay Raymond foi seguido ao serviço em 3 de abril de 2020 pelo Sargento-Chefe Roger A. Towberman, que se tornou o primeiro membro alistado da Força Espacial e conselheiro alistado sênior da Força Espacial, e 86 cadetes da Academia da Força Aérea dos Estados Unidos que se tornaram os primeiros tenentes da Força Espacial em 18 de abril de 2020. A Força Espacial também ganhou seu primeiro astronauta, com o Coronel Michael Hopkins, comandante da SpaceX Crew-1, prestando juramento na Força Espacial a partir da Estação Espacial Internacional em 18 de dezembro de 2020.
As primeiras operações de combate da Força Espacial como um novo serviço incluíram o fornecimento de alerta precoce de ataques de mísseis da Força Aeroespacial do Corpo da Guarda Revolucionária Islâmica Iraniana contra tropas dos Estados Unidos na Base aérea de Al Asad em 7 de janeiro de 2020, por meio do Space-Based Infrared System do 2nd Space Warning Squadron's. A Força Espacial também monitorou naves espaciais das Tropas Espaciais da Rússia que seguiam satélites do governo dos Estados Unidos.
Uma das principais razões para a criação da Força Espacial foi a consolidação das atividades espaciais militares em todo o Departamento de Defesa. O Space Training and Readiness Delta (provisório) foi estabelecido em 2020 para trazer as atividades espaciais operacionais restantes da Força Aérea espalhadas pelo Air Education and Training Command and Air Combat Command, enquanto o Comando de Sistemas Espaciais trouxe a Air Force Life Cycle Management Center's Strategic Warning and Surveillance Systems Division em 2021. A Força Espacial aceitou um número recorde de transferências interserviços do Exército dos Estados Unidos, da Força Aérea dos Estados Unidos e da Marinha dos Estados Unidos. Além disso, em 2022, a Força Espacial aceitou a transferência do Centro Naval de Operações de Satélites da Marinha e da Brigada de Operações de Satélites do Exército, colocando as comunicações por satélite num único serviço pela primeira vez. Em 2023, a Força Espacial assumiu a responsabilidade pela Joint Tactical Ground Station do Exército, colocando todos os alertas de mísseis sob a responsabilidade da Força Espacial.
Em agosto de 2023, a Força Espacial formou uma nova unidade combativa, o 75th Intelligence, Surveillance and Reconnaissance Squadron (ISRS), que foi encarregado de atingir satélites e estações terrestres que fazem parte das forças espaciais adversárias e das ameaças das forças espaciais (forças de ataque espacial), nomeadamente, capacidades espaciais concebidas pelo inimigo para negar aos Estados Unidos a capacidade de utilizar os seus sistemas de satélite durante conflito.

## Organização

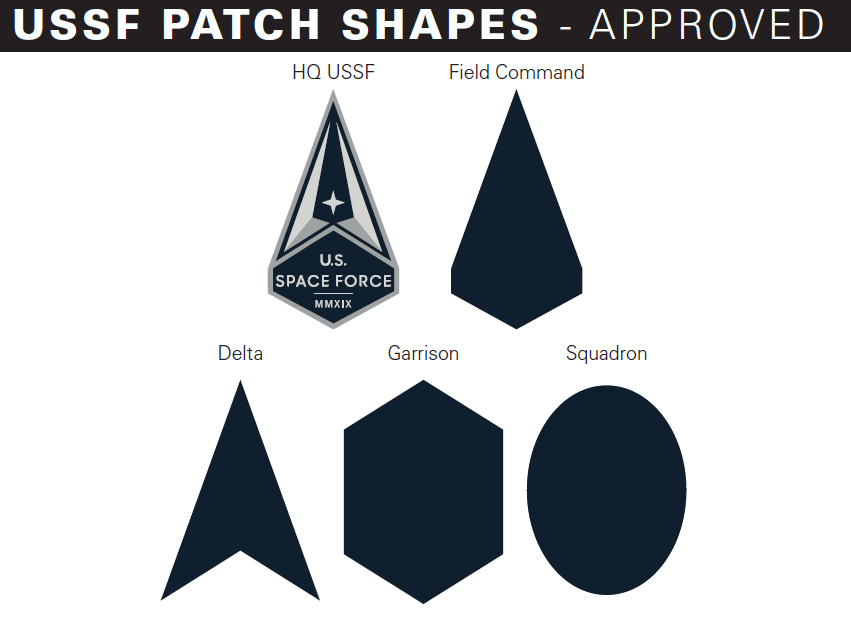
Formas de patch da Força Espacial, 2021

As organizações de campo da Força Espacial consistem em três escalões de comando diferentes:
- Field Commands (FLDCOM): Alinham-se com um foco de missão específico e são normalmente liderados por um Tenente-general ou Major-general, embora os comandos de campo de componentes menores e os elementos da Força Espacial possam ter oficiais que vão desde o Tenente-coronel até o Major-general no comando. Os comandos de campo dos componentes são o componente da Força Espacial para um Unified Combatant Command.[112]
- Os Deltas são organizados em torno de uma função específica, como operações, treinamento ou suporte à instalação, e normalmente são liderados por um Coronel. Em casos raros, um delta pode ser comandado por um oficial de alta patente, como um major-general no caso do lançamento espacial Delta 45. Os Deltas são equivalentes a uma ala da Força Aérea ou a uma equipe de combate de brigada do Exército.
- Os esquadrões concentram-se em táticas específicas e são liderados por um tenente-coronel.

### Quartel-General da Força Espacial

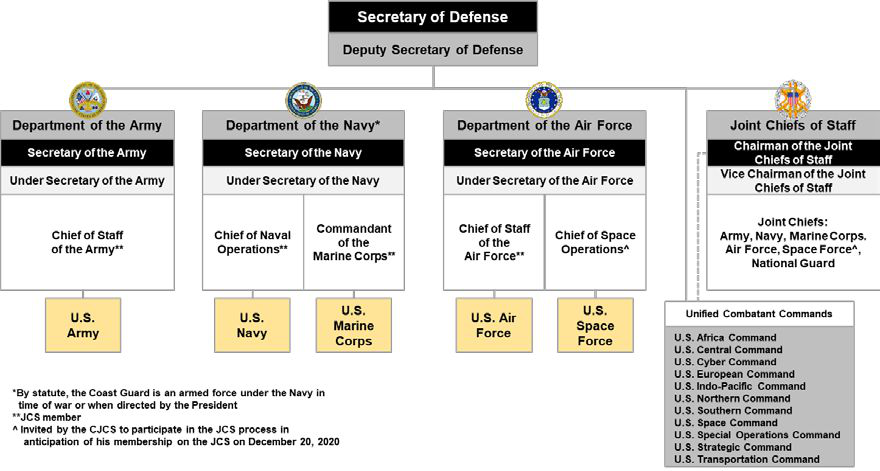
Organização da Força Espacial dos Estados Unidos dentro do Departamento de Defesa

A Força Espacial dos Estados Unidos está organizada sob o Departamento da Força Aérea, ao lado da Força Aérea dos Estados Unidos. A liderança civil é fornecida pelo Secretário da Força Aérea e pelo Subsecretário da Força Aérea. O secretário adjunto mais importante da Força Aérea para a Força Espacial é o Secretário Adjunto da Força Aérea para Aquisição e Integração Espacial, que é o único secretário adjunto da Força Aérea focado inteiramente no espaço e atua como executivo de aquisição de serviços da Força Espacial.
A liderança militar é fornecida pelo chefe de operações espaciais e pelo vice-chefe de operações espaciais, que são assessorados pelo sargento-chefe da Força Espacial. O Quartel-General da Força Espacial, também conhecido como Gabinete do Chefe de Operações Espaciais ou Estado-Maior Espacial, serve como o mais alto estado-maior e elemento do quartel-general do serviço, está localizado no Pentágono. É liderado pelo chefe de operações espaciais e pelo vice-chefe de operações espaciais.
| Título                            | Título | Escritório                  | Titular atual               |
| Departamento da Força Aérea       | Departamento da Força Aérea | Departamento da Força Aérea | Departamento da Força Aérea |
| --------------------------------- | --- | --------------------------- | --------------------------- |
|                                   | Secretário da Força Aérea dos Estados Unidos                                                                                   | SecAF                       | Frank Kendall III           |
|                                   | Subsecretário da Força Aérea dos Estados Unidos                                                                                | USecAF                      | Kristyn E. Jones            |
|                                   | Secretário Adjunto da Força Aérea (Aquisição, Tecnologia e Logística)                                                          | SAF/AQ                      | Andrew P. Hunter            |
|                                   | Secretário Adjunto da Força Aérea (Gestão Financeira e Controladoria)                                                          | SAF/FM                      | Kristyn E. Jones            |
|                                   | Secretário Adjunto da Força Aérea (Instalações, Meio Ambiente e Energia)                                                       | SAF/IE                      | Ravi Chaudhary              |
|                                   | Secretário Adjunto da Força Aérea (Assuntos de Recursos Humanos e Reserva)                                                     | SAF/MR                      | Alex Wagner                 |
|                                   | Secretário Adjunto da Força Aérea (Aquisição e Integração Espacial)                                                            | SAF/SQ                      | Frank Calvelli              |
| Quartel-General da Força Espacial | |                             |                             |
|                                   | Chefe de operações espaciais                                                                                                   | CSO                         | Gen B. Chance Saltzman      |
|                                   | Vice-chefe de operações espaciais                                                                                              | VCSO                        | Gen David D. Thompson       |
|                                   | Sargento Chefe da Força Espacial                                                                                               | CMSSF                       | CMSSF John F. Bentivegna    |
|                                   | Diretor de equipe | SF/DS                       | Maj Gen Steven P. Whitney   |
|                                   | Vice-chefe de operações espaciais para capital humano / Diretor de Capital Humano                                              | S1                          | Katharine Kelley            |
|                                   | Vice-chefe de operações espaciais de inteligência                                                                              | S2                          | Maj Gen Gregory Gagnon      |
|                                   | Vice-chefe de operações espaciais para operações cibernéticas e nucleares / Diretor de Operações                               | S3/4/6/7/10                 | Lt Gen DeAnna M. Burt       |
|                                   | Vice-chefe de operações espaciais para estratégia, planos, programas, requisitos e análises / Diretor de Estratégia e Recursos | S5/8                        | Lt Gen Philip Garrant       |
|                                   | Vice-chefe de operações espaciais para tecnologia e inovação / Diretor de Tecnologia e Inovação                                | S9                          | Lisa A. Costa               |

### Comandos de campo, elementos da Força Espacial e unidades subordinadas diretas
| Nome                            | Nome                                                            | Missão | Quartel-general                        |
| Field Commands                  | Field Commands                                                  | Field Commands | Field Commands                         |
| ------------------------------- | --------------------------------------------------------------- | --- | -------------------------------------- |
|                                 | Space Operations Command (SpOC)                                 | Comando de campo do componente do Comando Espacial dos Estados Unidos; Operações da Força Espacial, comando cibernético e de inteligência | Peterson Space Force Base, Colorado    |
|                                 | Space Systems Command (SSC)                                     | Engenharia, aquisições e comando de lançamento                                                                                            | Los Angeles Air Force Base, Califórnia |
|                                 | Space Training and Readiness Command (STARCOM)                  | Treinamento espacial, teste e avaliação e comando de desenvolvimento de doutrina                                                          | Peterson Space Force Base, Colorado    |
|                                 | United States Space Forces Indo-Pacific (SPACEFOR-INDOPAC)      | Comando de campo do componente do Comando Indo-Pacífico dos Estados Unidos                                                                | Joint Base Pearl Harbor–Hickam, Havaí  |
|                                 | United States Space Forces Korea (SPACEFOR-KOR)                 | Comando de campo do componente das Forças dos Estados Unidos na Coreia do Sul (subordinado ao SPACEFOR-INDOPAC)                           | Osan Air Base, Coreia do Sul           |
|                                 | United States Space Forces Central (SPACEFOR-CENT)              | Comando de campo do componente do Comando Central dos Estados Unidos                                                                      | MacDill Air Force Base, Flórida        |
| Elementos da Força Espacial     |                                                                 | |                                        |
|                                 | Space Force Element, National Reconnaissance Office (SFELM NRO) | Componente da Força Espacial do National Reconnaissance Office                                                                            | Chantilly, Virgínia                    |
| Unidades de subordinação direta |                                                                 | |                                        |
|                                 | Space Rapid Capabilities Office                                 | Pesquisa, desenvolvimento e entrega acelerada de capacidades espaciais                                                                    | Kirtland Air Force Base, Novo México   |
|                                 | Space Development Agency                                        | Emprego da Arquitetura Espacial de Defesa Nacional por meio de pesquisa, desenvolvimento e compras comerciais                             | O Pentágono, Washington, D.C.          |
|                                 | Space Warfighting Analysis Center                               | WarGame, design de força | Washington, D.C.                       |

### Deltas e escritórios executivos
| Name                                        | Name                                                                            | Função | Quartel-general                           |
| Comando de Operações Espaciais              | Comando de Operações Espaciais                                                  | Comando de Operações Espaciais                                                                             | Comando de Operações Espaciais            |
| ------------------------------------------- | ------------------------------------------------------------------------------- | --- | ----------------------------------------- |
|                                             | Space Delta 2                                                                   | Conscientização do domínio espacial e gerenciamento de batalha espacial                                    | Peterson Space Force Base, Colorado       |
|                                             | Space Delta 3                                                                   | Guerra eletromagnética espacial                                                                            | Peterson Space Force Base, Colorado       |
|                                             | Space Delta 4                                                                   | Aviso de mísseis                                                                                           | Buckley Space Force Base, Colorado        |
|                                             | Space Delta 5                                                                   | Centro Combinado de Operações Espaciais                                                                    | Vandenberg Space Force Base, Califórnia   |
|                                             | Space Delta 6                                                                   | Operações no ciberespaço                                                                                   | Schriever Space Force Base, Colorado      |
|                                             | Space Delta 7                                                                   | Inteligência, vigilância e reconhecimento                                                                  | Peterson Space Force Base, Colorado       |
|                                             | Space Delta 8                                                                   | Comunicação por satélite e guerra de navegação                                                             | Schriever Space Force Base, Colorado      |
|                                             | Space Delta 9                                                                   | Guerra orbital                                                                                             | Schriever Space Force Base, Colorado      |
|                                             | Space Delta 15                                                                  | Centro Nacional de Defesa Espacial                                                                         | Schriever Space Force Base, Colorado      |
|                                             | Space Delta 18                                                                  | National Space Intelligence Center                                                                         | Wright-Patterson Air Force Base, Ohio     |
|                                             | Space Base Delta 1                                                              | Missão e apoio médico                                                                                      | Peterson Space Force Base, Colorado       |
|                                             | Space Base Delta 2                                                              | Missão e apoio médico                                                                                      | Buckley Space Force Base, Colorado        |
| Comando de Sistemas Espaciais               |                                                                                 | |                                           |
|                                             | Acesso garantido à Diretoria Espacial                                           | Mobilidade espacial e logística                                                                            |                                           |
|                                             | Diretoria de Comunicações Militares e Posicionamento, Navegação e Cronometragem | Comunicações militares por satélite e posicionamento, navegação e aquisição e sustentação de cronometragem |                                           |
|                                             | Diretoria de Sensoriamento Espacial                                             | Aquisição de sensoriamento espacial militar                                                                |                                           |
|                                             | Diretoria de Comando, Controle e Comunicações de Gerenciamento de Batalha       | Comando e controle / modernização da rede de controle de satélites                                         |                                           |
|                                             | Diretoria de Conscientização do Domínio Espacial e Poder de Combate             | Conscientização do domínio espacial e aquisição de poder de combate                                        |                                           |
|                                             | Space Launch Delta 30                                                           | Lançamento espacial, administração do Western Range e missão e apoio médico                                | Vandenberg Space Force Base, Califórnia   |
|                                             | Space Launch Delta 45                                                           | Lançamento espacial, administração do Eastern Range e missão e apoio médico                                | Patrick Space Force Base, Flórida         |
|                                             | Space Base Delta 3                                                              | Missão e apoio médico                                                                                      | Los Angeles Air Force Base, Califórnia    |
| Comando de treinamento e prontidão espacial |                                                                                 | |                                           |
|                                             | Space Delta 1                                                                   | Treinamento espacial                                                                                       | Vandenberg Space Force Base, Califórnia   |
|                                             | Space Delta 10                                                                  | Doutrina espacial e jogos de guerra                                                                        | United States Air Force Academy, Colorado |
|                                             | Space Delta 11                                                                  | Alcance espacial e agressor                                                                                | Schriever Space Force Base, Colorado      |
|                                             | Space Delta 12                                                                  | Teste e avaliação espacial                                                                                 | Schriever Space Force Base, Colorado      |
|                                             | Space Delta 13                                                                  | Educação espacial                                                                                          | Maxwell Air Force Base, Alabama           |

## Relacionamentos com outras organizações espaciais

### Departamento da Força Aérea e Força Aérea dos Estados Unidos
A Força Espacial dos Estados Unidos obtém um grau significativo de apoio do Departamento da Força Aérea e da Força Aérea dos Estados Unidos. A Força Espacial consiste apenas em operadores e aquisições, contando com a Força Aérea para fornecer aviadores de apoio ou outras especialidades de nicho. O Air Force Materiel Command fornece importante apoio de comando aos aviadores designados para a Força Espacial. A Força Espacial e a Força Aérea continuam a compartilhar uma série de organizações diferentes, como a Academia da Força Aérea dos Estados Unidos e o Air Force Research Laboratory.

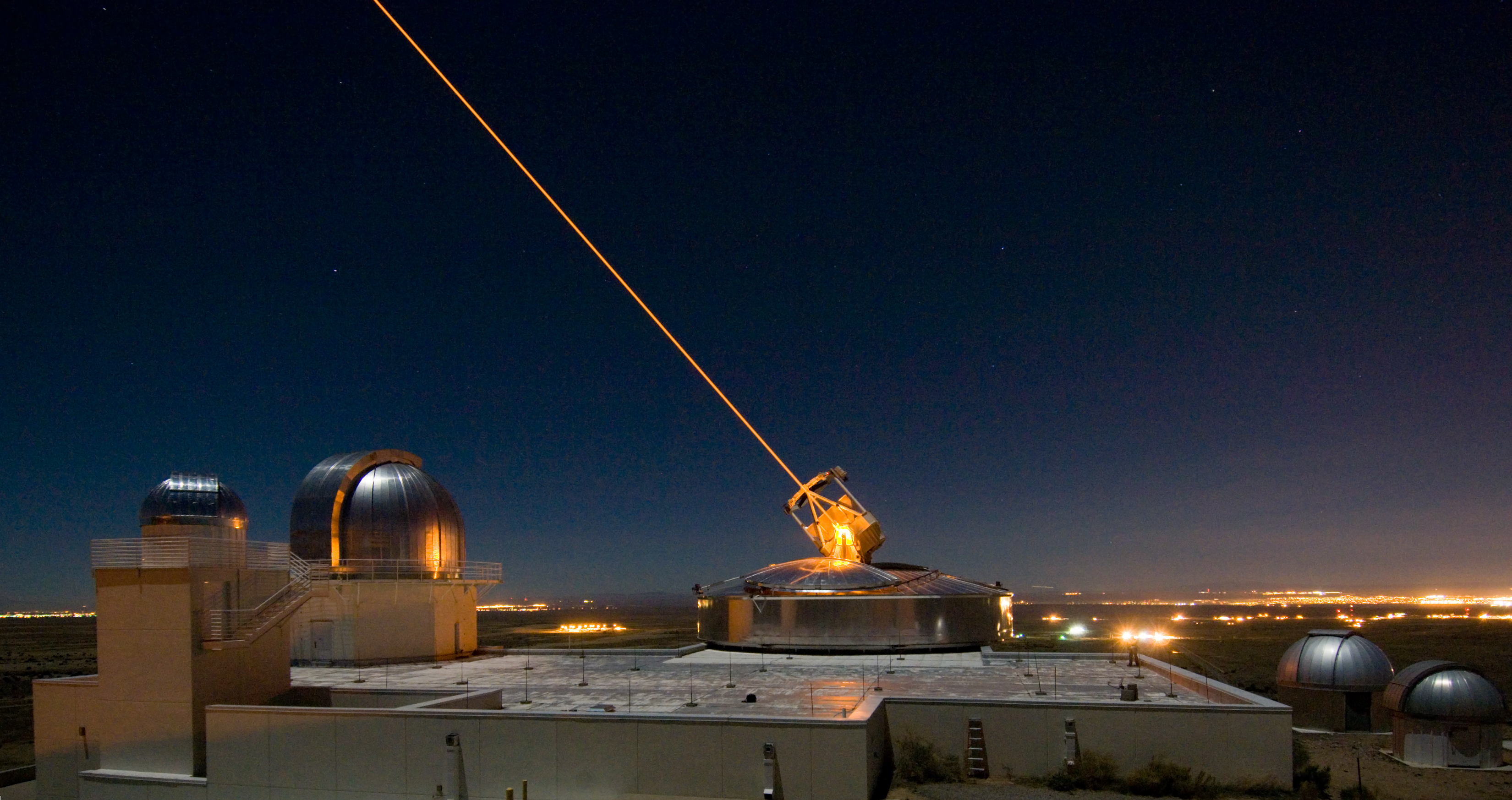
O Starfire Optical Range do Air Force Research Laboratory, usado para rastreamento de alta fidelidade em tempo real e imagens de satélites

Após o estabelecimento da Força Espacial dos Estados Unidos, foram feitos apelos para que o Departamento da Força Aérea se renomeasse como Departamento das Forças Aéreas e Espaciais para reconhecer a Força Espacial, semelhante aos apelos feitos para que o Departamento da Marinha dos Estados Unidos se renomeasse como Departamento da Marinha e do Corpo de Fuzileiros Navais. O SpaceNews informou que uma proposta de mudança de nome foi considerada em 2018 e em 2019 a Air Force Association também pediu a renomeação do departamento. Em 2022, a Air Force Association passou a se chamar Air & Space Forces Association, atuando internamente em sua proposta de refletir a Força Espacial no nome da organização. Em um artigo de 2021 no Space Force Journal, dois oficiais da Força Espacial também propuseram uma mudança de nome para o departamento.

### NASA
A Força Espacial dos Estados Unidos e a NASA têm uma longa história de cooperação, como as principais agências governamentais para voos espaciais militares e civis. Os antecessores da Força Espacial na Força Aérea, na Marinha e no Exército forneceram à NASA seus primeiros veículos de lançamento espacial e a maioria de seus astronautas.
A Força Espacial hospeda operações de lançamento da NASA na Base da Força Espacial de Vandenberg e na Estação da Força Espacial de Cabo Canaveral. A NASA ocasionalmente hospeda lançamentos pesados da Força Espacial dos Estados Unidos a partir do Centro Espacial John F. Kennedy. A Força Espacial continua a apoiar as missões de voos espaciais tripulados da NASA com apoio de alcance do Space Launch Delta 45 e rastreia ameaças à Estação Espacial Internacional e outras espaçonaves tripuladas.
A Força Espacial e a NASA fazem parceria em questões como consciência do domínio espacial e defesa planetária. Os membros da Força Espacial podem ser astronautas da NASA, com o Coronel Michael Hopkins, comandante da SpaceX Crew-1, comissionado na Força Espacial a partir da Estação Espacial Internacional em 18 de dezembro de 2020.

### National Reconnaissance Office
O National Reconnaissance Office (NRO) é uma agência do Departamento de Defesa dos Estados Unidos e membro da Comunidade de Inteligência dos Estados Unidos, responsável por projetar, construir, lançar e manter satélites de inteligência. A Força Espacial executa lançamentos espaciais do National Reconnaissance Office e é composta por 40% do pessoal da agência. Propostas foram apresentadas, inclusive pela Air Force Association e pelo Tenente-general aposentado da Força Aérea David Deptula, para fundir o NRO na Força Espacial, transformando-o em um Comando de Inteligência, Reconhecimento e Vigilância da Força Espacial e consolidando todo o aparato espacial de segurança nacional na Força Espacial.

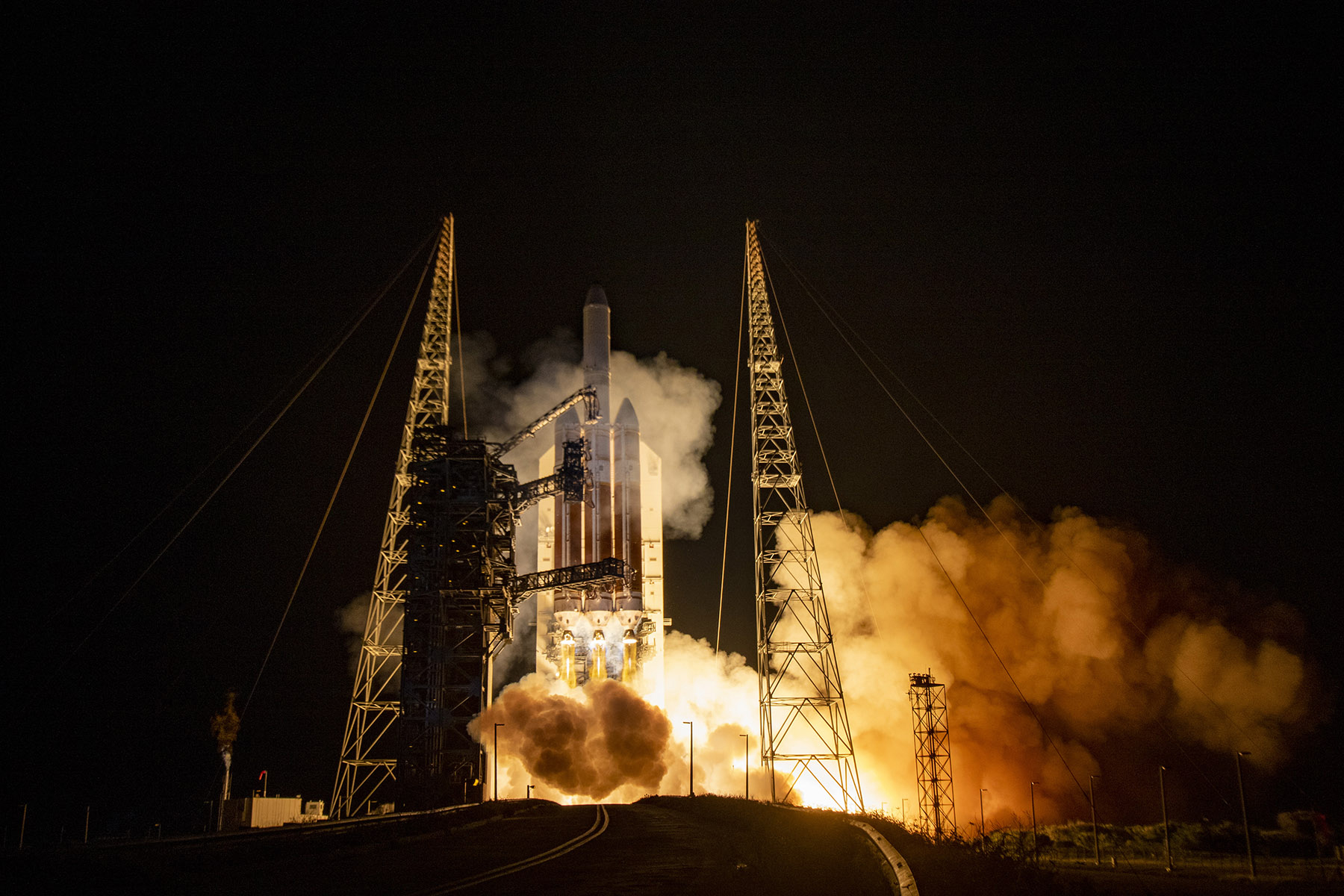
Lançamento da missão NROL-44 da Estação da Força Espacial de Cabo Canaveral

O USSF's Space Systems Command (SSC), em parceria com o National Reconnaissance Office, gerencia o programa National Security Space Launch (NSSL), que usa naves espaciais governamentais e contratadas para lançar cargas governamentais sensíveis. O NSSL apoia tanto o USSF quanto o NRO. O diretor do NRO, Christopher Scolese, caracterizou sua agência como crítica para o domínio espacial americano e para a Força Espacial, afirmando que o NRO fornece "consciência situacional e inteligência incomparáveis para as melhores imagens e dados de sinais do planeta". Além disso, em agosto de 2021, o ex-vice-diretor do NRO, tenente-general Michael Guetlein, tornou-se comandante do Space Systems Command.

### Administração Nacional Oceânica e Atmosférica
A Força Espacial e a Administração Oceânica e Atmosférica Nacional (National Oceanic and Atmospheric Administration (NOAA)) operam em conjunto os satélites meteorológicos militares. Além disso, o Escritório de Comércio Espacial da NOAA é responsável pela consciência situacional espacial civil e pelo gerenciamento do tráfego espacial.
A decisão de fazer a transição da gestão do tráfego espacial das forças armadas para o Departamento de Comércio dos Estados Unidos foi tomada devido ao crescimento significativo das espaçonaves comerciais e para espelhar como a Administração Federal de Aviação, e não a Força Aérea dos Estados Unidos, cuida do gerenciamento do tráfego aéreo.

## Pessoal e cultura

### Símbolos

#### O Símbolo Delta
No final do Século XIX e início do Século XX, os cientistas derivaram a equação do foguete, que tornou possível o voo espacial. Nesta equação, {\displaystyle \Delta v} representa a mudança na velocidade. No Século XX, o Delta é usado para representar uma aeronave, míssil ou flecha. Em 1940, o 36th Fighter Group das Forças Aéreas do Exército dos Estados Unidos usou o delta em seu escudo, que ainda é usado pela 36th Fighter Wing da Força Aérea dos Estados Unidos.
Após a Segunda Guerra Mundial, o delta começou a ser utilizado pelo programa espacial, aparecendo no conjunto Força Aérea dos Estados Unidos-NASA X-15. Em 1962 a Divisão de Mísseis Balísticos da Força Aérea tornou-se a primeira de uma longa linha de organizações espaciais militares internacionais a usar o delta, que, no escudo do Comando Espacial da Força Aérea, representava o impulso ascendente da Força Aérea para o espaço e os veículos de lançamento usados para colocar satélites em órbita. Este delta posteriormente evoluiu para o selo da Força Espacial dos Estados Unidos e seu logotipo em 2020, tornando-se o formato básico para comando de campo e emblemas delta.

#### Guardiões

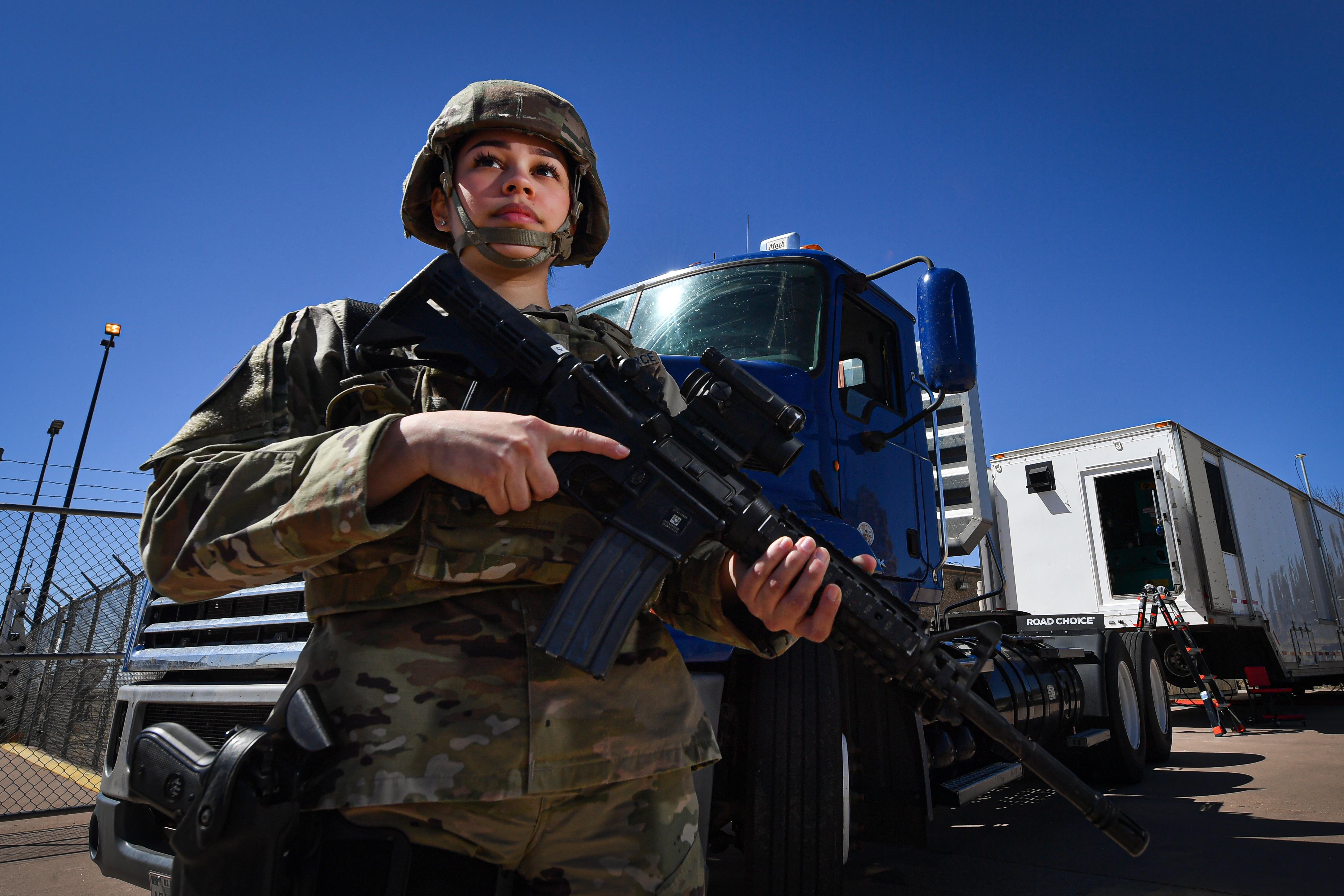
Um especialista da Força Espacial do 4th Space Operations Squadron puxa a segurança armada

Os membros do serviço da Força Espacial têm o título de Guardiões, semelhante à forma como os membros do Corpo de Fuzileiros Navais dos Estados Unidos são chamados de Fuzileiros Navais e os membros da Força Aérea são chamados de Aviadores. O título de guardião tem uma longa história no espaço militar, remontando sua herança ao lema de 1983 do Comando Espacial da Força Aérea, Guardians of the High Frontier. Antes do anúncio do Guardião como título de serviço em 18 de dezembro de 2020, os membros da Força Espacial eram chamados de profissionais espaciais.

#### Semper Supra
O lema da Força Espacial é Sempre Supra – “Sempre Acima”. Reflete os lemas do Corpo de Fuzileiros Navais dos Estados Unidos (Semper Fidelis – “Sempre Fiel”) e da Guarda Costeira dos Estados Unidos (Semper Paratus – “Sempre Pronto”). A canção de serviço da Força Espacial leva o nome do lema.

### Especialidades e emblemas
| Operações Espaciais                                       | Inteligência | Operações no ciberespaço                               | Aquisição e engenharia |
| Oficial                                                   | Oficial | Oficial                                                | Oficial |
| --------------------------------------------------------- | --- | ------------------------------------------------------ | --- |
| - 13A – Astronauta - 13S – Oficial de Operações Espaciais | - 14N – Oficial da inteligência | - 17S – Oficial de Operações de Efeitos do Ciberespaço | - 62EXA – Engenheiro aeronáutico - 62EXB – Engenheiro Astronáutico - 62EXC – Engenheiro de Sistemas de Computação - 62EXE – Engenheiro Eletricista/Eletrônico - 62EXH – Engenheiro mecânico - 62EXI – Engenheiro de Fatores Humanos/Integração de Sistemas Humanos - 63A – Gerente de Aquisições |
| Alistado                                                  | |                                                        | |
| - 5S – Operador de Sistemas Espaciais                     | - 5I0 – Analista de inteligência de todas as fontes - 5I1 – Analista de Inteligência Geoespacial - 5I2 – Analista de Inteligência de Sinais - 5I3 – Analista de Fusão - 5I8 – Analista de segmentação | - 5C – Operações no ciberespaço                        | |

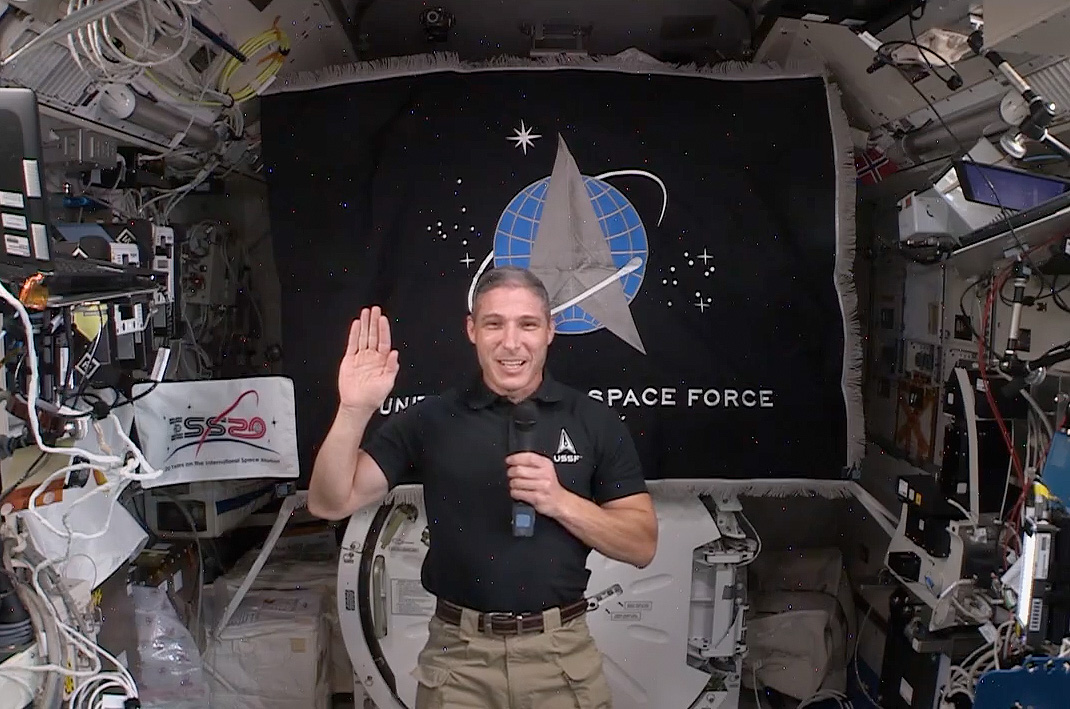
O Coronel Michael Hopkins se tornou o primeiro astronauta da Força Espacial quando foi transferido da Força Aérea na Estação Espacial Internacional em 18 de dezembro de 2020

Os operadores espaciais são o maior campo de carreira na Força Espacial e constituem grande parte da sua liderança sênior. Os oficiais de operações espaciais são responsáveis por liderar as forças de operações espaciais da Força Espacial. Os oficiais de operações espaciais (13S) são responsáveis por planejar e liderar operações de combate espacial em guerra orbital, guerra eletromagnética espacial, gerenciamento de batalha espacial e disciplinas de acesso e sustentação do poder espacial. Eles também formulam políticas de operações espaciais, coordenam operações espaciais e planejam, organizam e dirigem programas de operações espaciais. Os Operadores de Sistemas Espaciais Alistados (5S) são responsáveis por conduzir guerra orbital, guerra eletromagnética espacial, gerenciamento de batalha espacial e operações de acesso e sustentação espacial. Oficiais de operações espaciais e operadores de sistemas espaciais alistados recebem o Distintivo de Operações Espaciais após concluírem o programa de Undergraduate Space Training do 533rd Training Squadron's na Base da Força Espacial de Vandenberg, com educação complementar fornecida pelo 319th Combat Training Squadron e pelo National Security Space Institute.

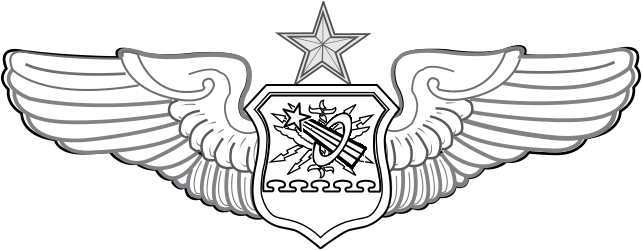
Distintivo de observador sênior com o Distintivo de Astronauta dos Estados Unidos concedido aos astronautas da Força Espacial

A Força Espacial tem atualmente dois astronautas (13A) que voaram como oficiais da Força Espacial em missão na NASA. Os astronautas da Força Espacial comandam, operam e pilotam naves espaciais tripuladas, realizam tarefas em órbita na Estação Espacial Internacional ou em outras naves espaciais, operar cargas úteis do Departamento de Defesa e fornecer consultoria sobre voos espaciais ao Departamento de Defesa e outras agências governamentais. Os astronautas da Força Espacial devem concluir o treinamento NASA Astronaut Candidate (ASCAN) no Centro Espacial Lyndon B. Johnson. Depois de completar um voo espacial, os astronautas da Força Espacial recebem o distintivo de observador com classificação de astronauta.
Oficiais de inteligência (14N) lideram o empreendimento de inteligência, vigilância e reconhecimento da Força Espacial, realizando atividades e análises de inteligência. Eles lideram Analistas de Inteligência de Todas as Fontes (5I0), Analista de Inteligência Geoespacial, Analista de Inteligência de Sinais, Analistas de Fusão (5I4) e Analistas de Targeting (5I8). Oficiais de inteligência e analistas alistados recebem seu distintivo de inteligência após concluírem o treinamento de inteligência com o 533rd Training Squadron Detachment 1 na Base Aérea de Goodfellow, com educação complementar fornecida pelo 319th Combat Training Squadron e pelo National Security Space Institute.
Os oficiais de operações de efeitos cibernéticos (17S) são responsáveis pela operação de sistemas de armas cibernéticas, sistemas de comunicações por satélite e pelo comando de tripulações cibernéticas. Eles lideram os guardiões alistados das Operações do Ciberespaço. Oficiais de operações de efeitos do ciberespaço e operadores do ciberespaço alistados recebem o distintivo de operador do ciberespaço após concluírem o Undergraduate Cyber Training com a 81st Training Wing da Força Aérea na Base Aérea de Keesler, com educação complementar fornecida pelo 319th Combat Training e pelo National Security Space Institute.
Aquisição e engenharia são campos de carreira exclusivos para oficiais da Força Espacial. Engenheiros de desenvolvimento específicos (62E) incluem engenheiros aeronáuticos (62EXA), engenheiros astronáuticos (62EXB), engenheiros de sistemas de computação (62EXC), engenheiro elétrico/eletrônico (62EXE), engenheiro mecânico (62EXH) e engenheiro de fatores humanos/integração de sistemas humanos (62EXI). Os engenheiros da Força Espacial se formam na Defense Acquisition University e no curso de Flight Test Engineer da Força Aérea dos Estados Unidos, ou em um programa comparável. Os gerentes de aquisição (63A) são responsáveis pelo processo de aquisição da Força Espacial.

#### Disciplinas de poder espacial

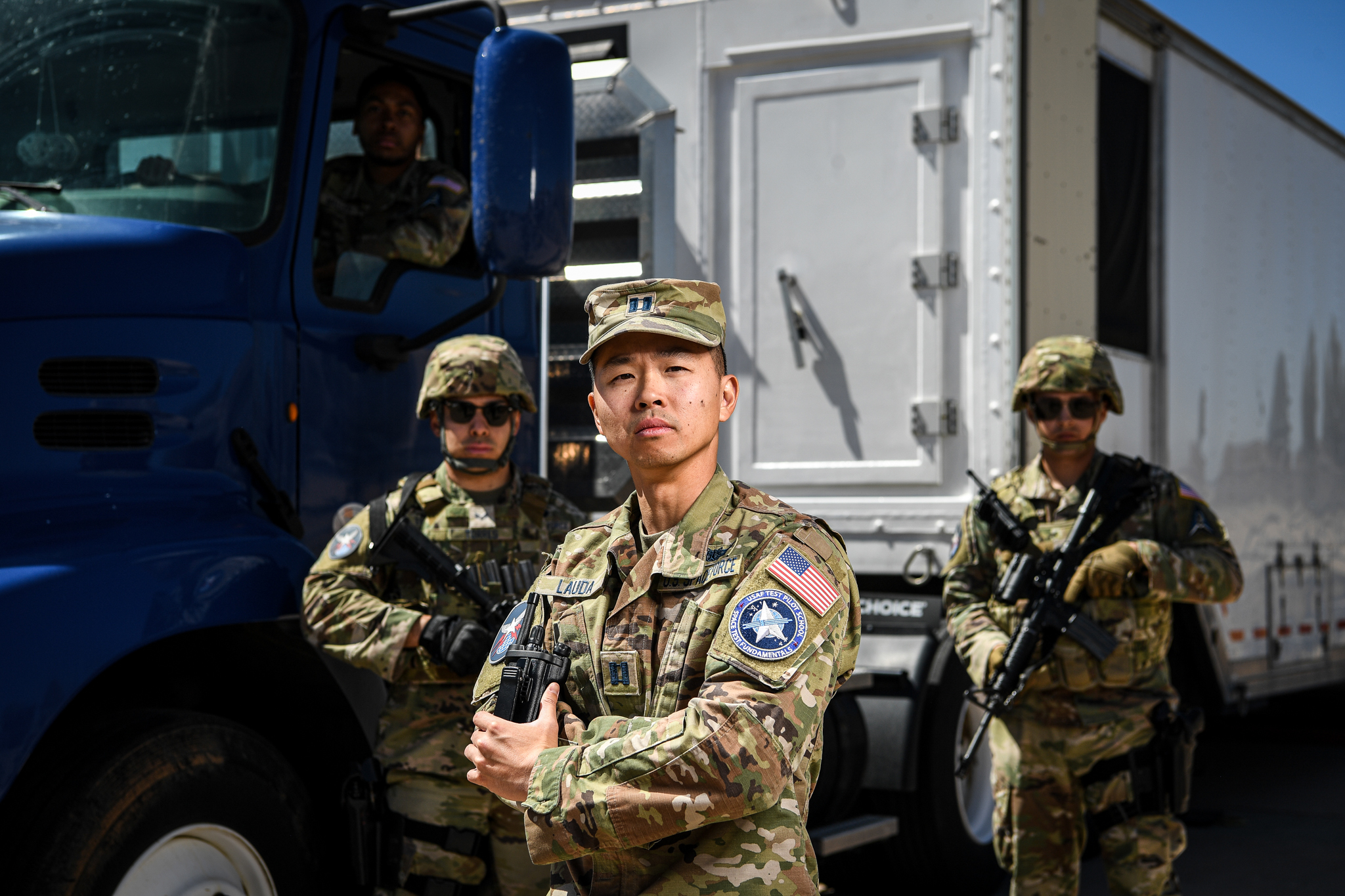
Membros do 4th Space Operations Squadron Voo de Operações Móveis conduzindo operações de comboio armado

A Força Espacial dos Estados Unidos tem sete disciplinas básicas de poder espacial nas quais seu pessoal ganha experiência:
1. Orbital Warfare: Conhecimento de manobra orbital bem como de fogos ofensivos e defensivos para preservar a liberdade de acesso ao domínio. Habilidade para garantir que as forças espaciais dos Estados Unidos e da coalizão possam continuar a fornecer capacidade à Força Conjunta, ao mesmo tempo que negam a mesma vantagem ao adversário;
2. Space Electromagnetic Warfare: Conhecimento da consciência do espectro, manobra dentro do espectro e disparos não cinéticos dentro do espectro para negar o uso de links vitais pelo adversário. Habilidade para manipular o acesso físico às vias de comunicação e consciência de como essas vias contribuem para a vantagem do inimigo;
3. Space Battle Management: Conhecimento de como orientar-se para o domínio espacial e habilidade na tomada de decisões para preservar a missão, negar o acesso do adversário e, em última análise, garantir o cumprimento da missão. Capacidade de identificar ações e entidades hostis, conduzir identificação de combate, alvo e ação direta em resposta a um ambiente de ameaça em evolução;
4. Space Access and Sustainment: Conhecimento dos processos, suporte e logística necessários para manter e prolongar as operações no domínio espacial. Capacidade de recursos, aplicação e aproveitamento do poder espacial dentro, de e para o domínio espacial;
5. Military Intelligence: Conhecimento para conduzir operações orientadas por inteligência e focadas em ameaças com base nos insights. Capacidade de alavancar a Comunidade de Inteligência dos Estados Unidos mais ampla para garantir que o poder espacial militar tenha as capacidades de inteligência, vigilância e reconhecimento necessárias para defender o domínio espacial;
6. Engineering and Acquisition: Conhecimento que garante que o poder espacial militar tenha as melhores capacidades do mundo para defender o domínio espacial. Capacidade de formar parcerias científicas, tecnológicas e de aquisição com outras organizações espaciais de segurança nacional, entidades comerciais, Aliados e universidades para garantir que os combatentes estejam devidamente equipados;
7. Cyber Operations: Conhecimento para defender as redes globais das quais o poder espacial militar depende vitalmente. Capacidade de empregar segurança cibernética e defesa cibernética de redes e sistemas espaciais críticos. Habilidade para empregar capacidades ofensivas futuras.

### Estrutura de patente

#### Oficiais

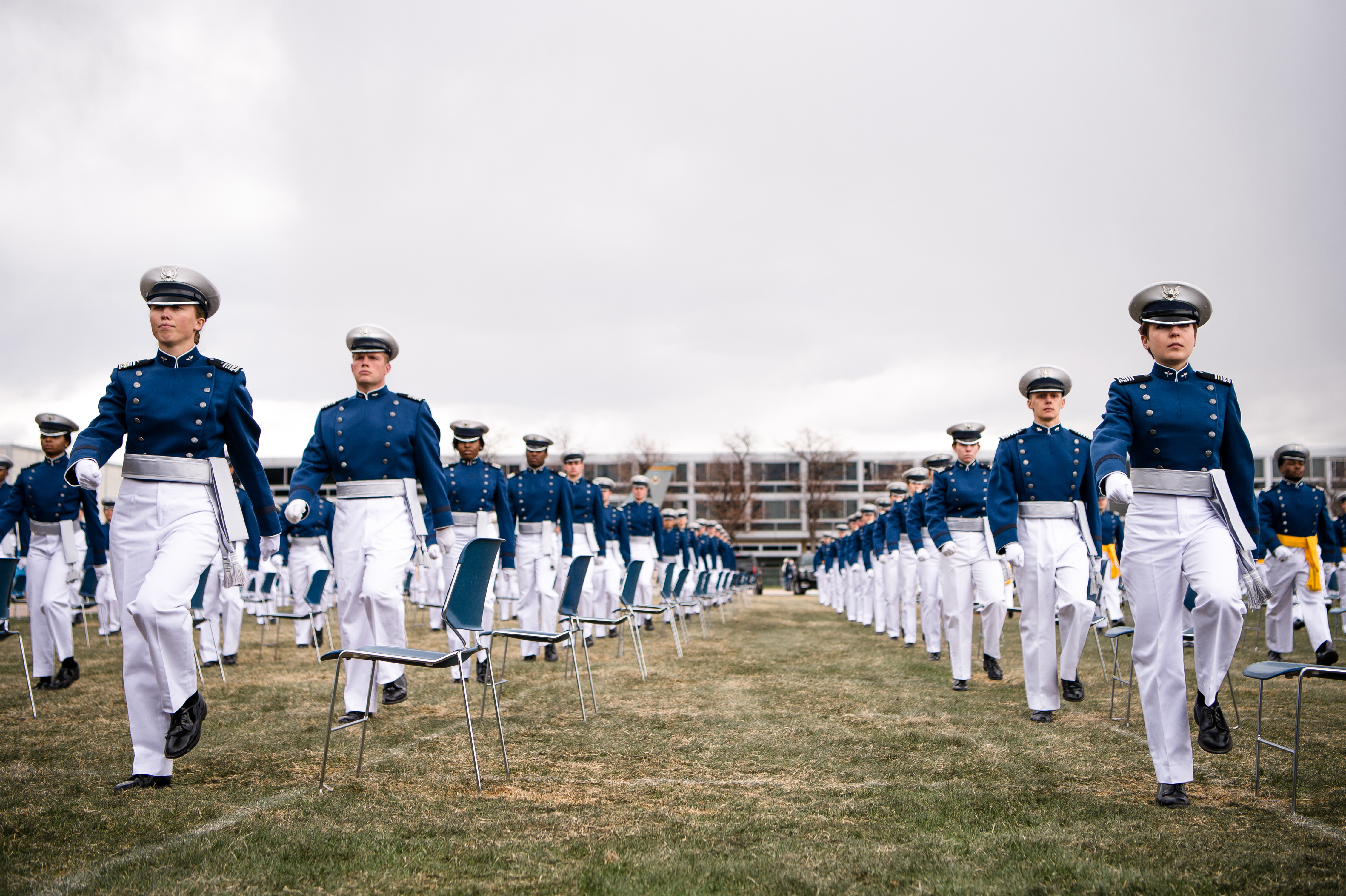
Os primeiros 86 tenentes da Força Espacial sendo comissionados na Academia da Força Aérea dos Estados Unidos em 18 de abril de 2020

Os oficiais são os líderes da Força Espacial dos Estados Unidos e são responsáveis pelo planejamento das operações e gerenciamento de pessoal. Os oficiais da Força Espacial entram no serviço por três caminhos diferentes: graduando-se na Academia da Força Aérea dos Estados Unidos, no Corpo de Treinamento de Oficiais da Reserva da Força Aérea ou na Escola de Treinamento de Oficiais da Força Aérea.
A principal rota de comissionamento para oficiais da Força Espacial é através da Academia da Força Aérea, uma universidade pública e academia militar. Aproximadamente cerca de 10% de cada classe são comissionados como oficiais da Força Espacial, com o restante ingressando na Força Aérea. Space Delta 13, Detachment 1 é responsável por fornecer treinamento, imersão e orientação da Força Espacial aos cadetes. A Academia da Força Aérea tem uma longa história com o espaço da Força Aérea, estabelecendo o primeiro Departamento de Astronáutica do mundo em 1958 e o Esquadrão de Operações Espaciais de Cadetes, que opera os satélites FalconSAT, em 1997. Programas espaciais adicionais, como o programa Azimute, o Esquadrão i5 e o clube de foguetes Blue Horizon, surgiram e, a partir de 2023, a Academia da Força Aérea oferece dois cursos espaciais, um curso secundário de guerra espacial e 29 cursos espaciais em todos os seus departamentos acadêmicos. Em 18 de abril de 2020 a Academia da Força Aérea comissionou 86 oficiais para a Força Espacial, tornando-se o primeiro grupo de indivíduos a entrar no serviço depois do primeiro chefe de operações espaciais, General Jay Raymond, e do conselheiro alistado sênior da Força Espacial, Sargento Chefe Roger Towberman.

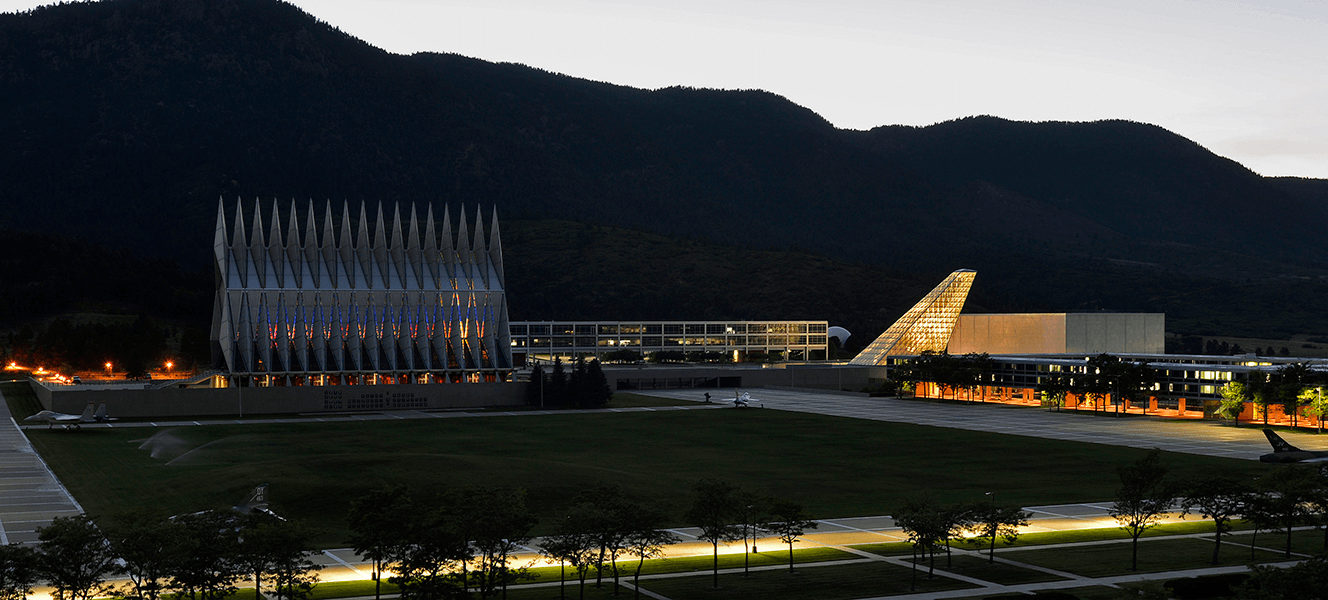
A Academia da Força Aérea dos Estados Unidos em Colorado Springs, considerada a principal fonte de comissionamento para oficiais da Força Espacial.

O programa Reserve Officer Training Corps da Força Aérea é oferecido em 1.100 faculdades e universidades. Assim como a Academia da Força Aérea, ela comissiona oficiais diretamente na Força Aérea ou na Força Espacial. A Escola de Treinamento de Oficiais da Força Aérea é o caminho final para o comissionamento na Força Espacial, formando seus dois primeiros oficiais da Força Espacial em 16 de outubro de 2020 e seu primeiro voo totalmente da Força Espacial se formando em 17 de março de 2023.
A Força Espacial faz parceria com a Paul H. Nitze School of Advanced International Studies da Universidade Johns Hopkins para fornecer Educação de Desenvolvimento Intermediário e Educação de Desenvolvimento Sênior. Oportunidades educacionais adicionais para oficiais incluem o 319th Combat Training Squadron, o National Security Space Institute, o Air Force Institute of Technology, a U.S. Air Force Weapons School, o Acquisition Instructor Course, a U.S. Air Force Test Pilot School, o Space Test Course e a Air University's School of Advanced Air and Space Studies.
| Nível Salarial Dep. Defesa        | Especial | O–10    | O–9             | O–8           | O–7                | O–6     | O–5             | O–4   | O–3     | O–2              | O–1             | Candidato a Oficial/Cadete   | Candidato a Oficial/Cadete   |
| Código da OTAN                    | OF–10    | OF–9    | OF–8            | OF–7          | OF–6               | OF–5    | OF–4            | OF–3  | OF–2    | OF–1             | OF–1            | OF–D                         | Estudante                    |
| --------------------------------- | -------- | ------- | --------------- | ------------- | ------------------ | ------- | --------------- | ----- | ------- | ---------------- | --------------- | ---------------------------- | ---------------------------- |
| Força Espacial dos Estados Unidos |          |         |                 |               |                    |         |                 |       |         |                  |                 | (Várias insígnias)           | (Várias insígnias)           |
| Título                            |          | General | Tenente-general | Major-general | General de brigada | Coronel | Tenente-coronel | Major | Capitão | Primeiro-tenente | Segundo-tenente | Estagiário de Cadete/Oficial | Estagiário de Cadete/Oficial |

#### Alistados

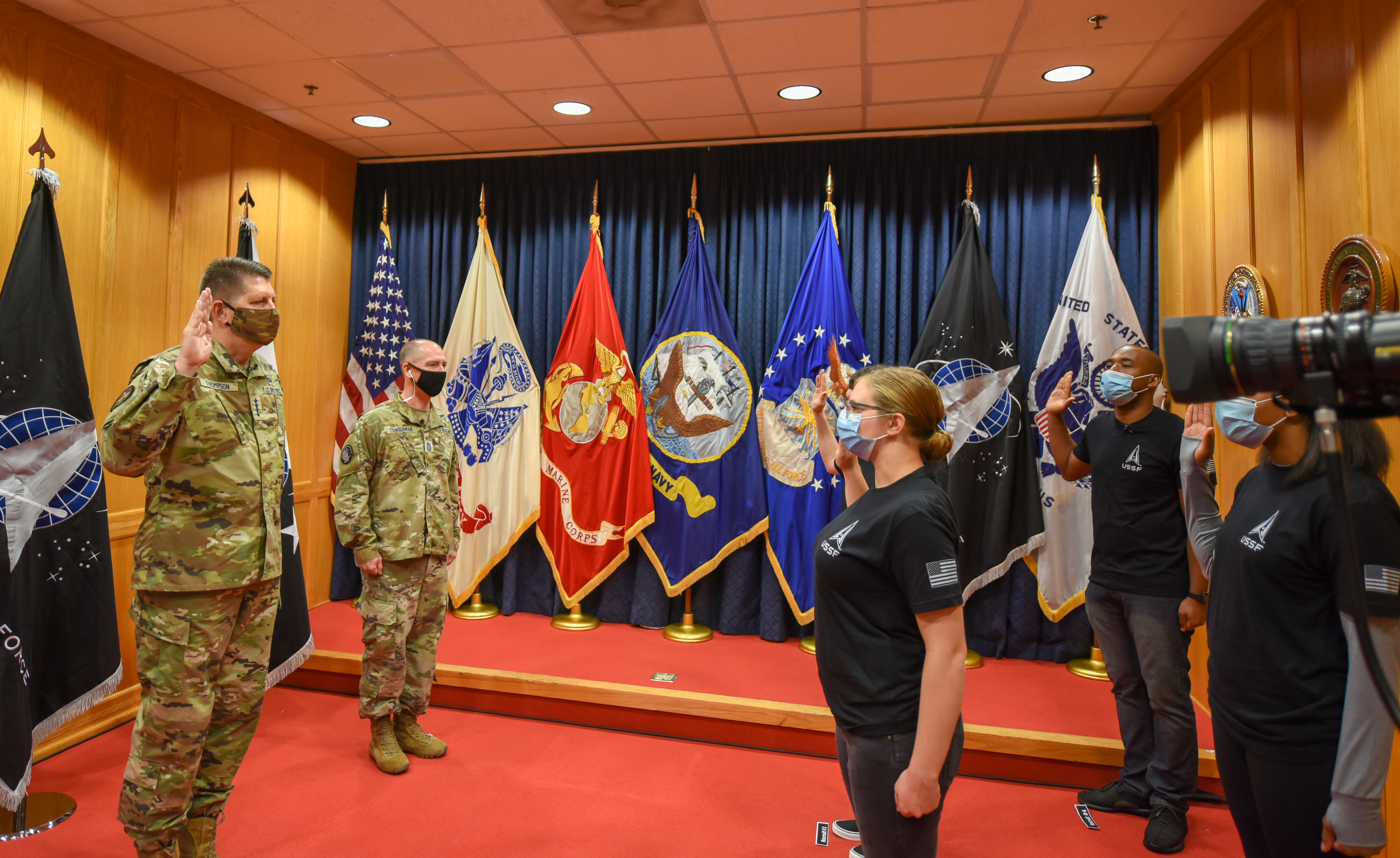
Vice-chefe de operações espaciais, General David D. Thompson empossa os primeiros quatro recrutas alistados da Força Espacial em 20 de outubro de 2020

Os membros alistados participam e apoiam as operações. Membros alistados da Força Espacial completam o Treinamento Militar Básico na Base Conjunta de San Antonio. O Treinamento Militar Básico da Força Espacial é idêntico ao Treinamento Militar Básico da Força Aérea, com a adição de um currículo específico da Força Espacial. Em 20 de outubro de 2020 os primeiros quatro indivíduos se alistaram na Força Espacial e em 10 de dezembro de 2020, os primeiros sete membros alistados a ingressar na Força Espacial se formaram no Treinamento Militar Básico. Em maio de 2022, a Força Espacial começou a realizar seu próprio Treinamento Militar Básico, totalmente para Guardiões, para reforçar a cultura da Força Espacial.

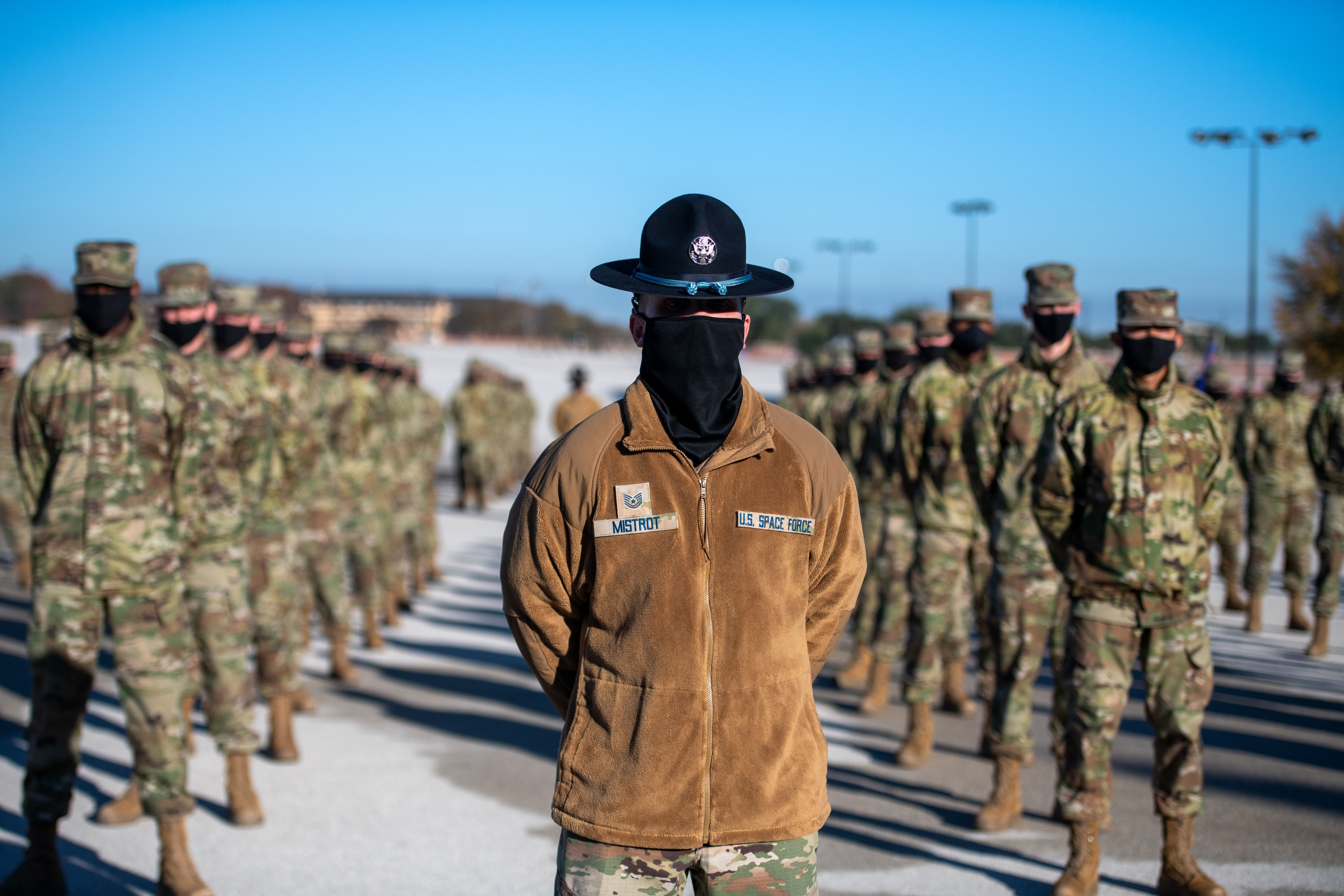
Os primeiros sete guardiões alistados se formaram no Treinamento Militar Básico em 10 de dezembro de 2020

Os membros alistados da Força Espacial estão matriculados no Community College da Força Aérea, obtendo um diploma de associado em ciências aplicadas. A educação militar profissional é conduzida na Academia de Oficiais Não-Comissionados Forrest L. Vosler do Comando de Treinamento e Prontidão Espacial. Outras oportunidades educacionais para membros alistados incluem o 319th Combat Training Squadron, o National Security Space Institute, o Advanced Instructor Course e o Space Test Course.
O desenho do posto de alistado da Força Espacial está centrado em um hexágono, representando o status da Força Espacial como o sexto serviço militar nas Forças Armadas. As listras horizontais para os Especialistas 2, 3 e 4 foram inspiradas em uma proposta inicial para os postos alistados da Força Aérea conhecida como "Vandenberg stripes". O Delta representa a Força Espacial. As listras especializadas representam Terra Firma, a base sólida de habilidades sobre as quais a Força Espacial é construída. As insígnias dos suboficiais apresentam divisas tradicionais e o "Delta, Globo e Órbita", representando a totalidade da Força Espacial. Finalmente, as insígnias dos suboficiais seniores são encimadas por "divisas orbitais", representando a órbita baixa da Terra para os sargentos, órbita terrestre média para sargentos seniores, e órbita geossíncrona para sargentos-chefes. Essas divisas orbitais significam os níveis mais elevados de responsabilidade e disposição para explorar e inovar atribuídos aos suboficiais seniores. Finalmente, o Sargento Chefe da Força Espacial é representado por um "Delta, Globo e Órbita" em uma coroa hexagonal.
| Nível Salarial Dep. Defesa | Especial                                  | Especial                         | E–9            | E–8             | E–7             | E–6              | E–5      | E–4            | E–3            | E–2            | E–1            |
| Código OTAN                | OR–9                                      | OR–9                             | OR–9           | OR–8            | OR–7            | OR–6             | OR–5     | OR–4           | OR–3           | OR–2           | OR–1           |
| -------------------------- | ----------------------------------------- | -------------------------------- | -------------- | --------------- | --------------- | ---------------- | -------- | -------------- | -------------- | -------------- | -------------- |
| Insígnia                   |                                           |                                  |                |                 |                 |                  |          |                |                |                |                |
| Título                     | Conselheiro Alistado Sênior do Presidente | Sargento Chefe da Força Espacial | Sargento-chefe | Sargento sênior | Sargento mestre | Sargento técnico | Sargento | Especialista 4 | Especialista 3 | Especialista 2 | Especialista 1 |
| Abreviação                 | SEAC                                      | CMSSF                            | CMSgt          | SMSgt           | MSgt            | TSgt             | Sgt      | Spc4           | Spc3           | Spc2           | Spc1           |

### Uniformes

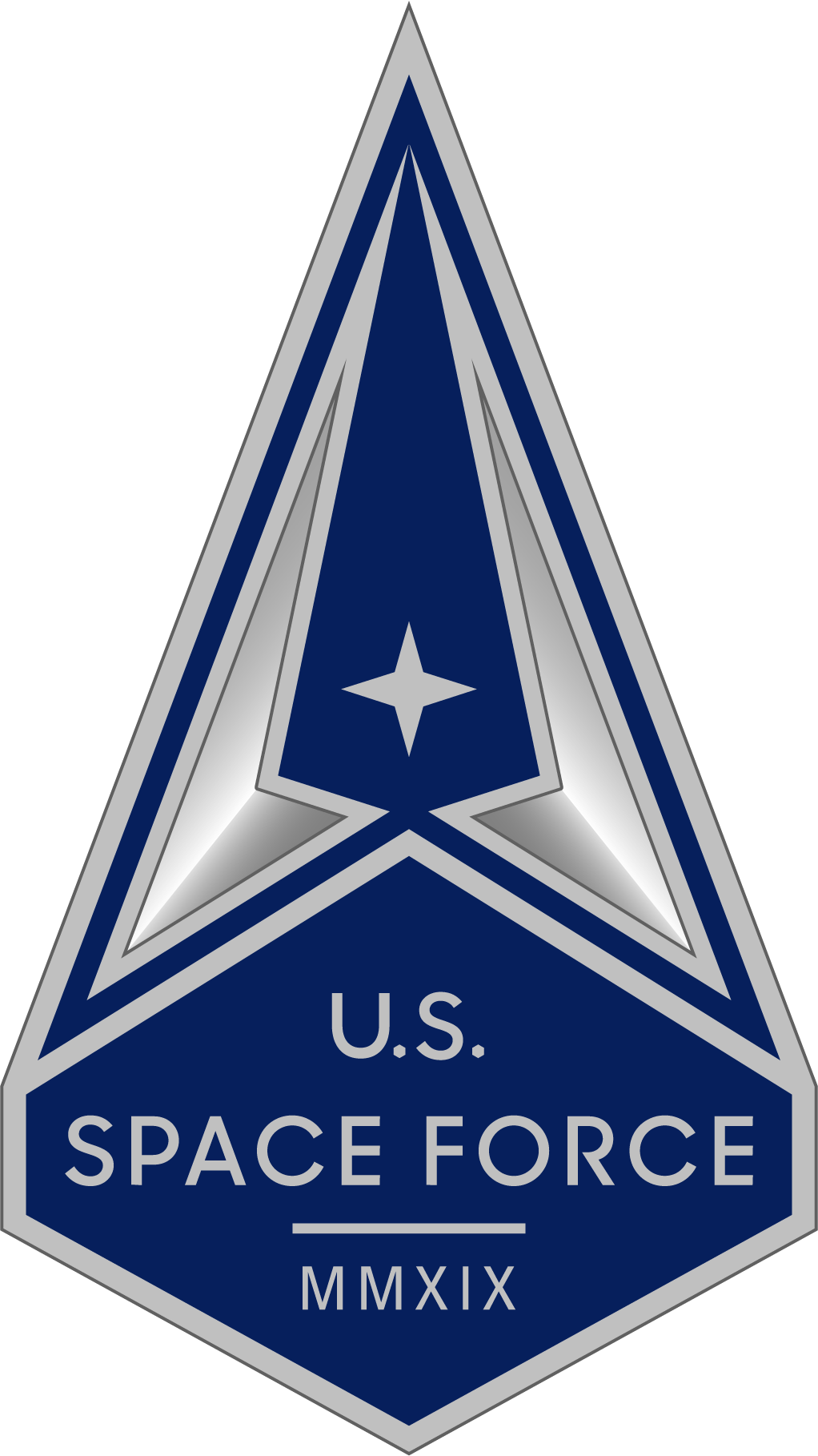
Insígnia da Força Espacial usada em uniformes da Força Aérea

A Força Espacial está atualmente em processo de desenvolvimento de seus trajes bagunçados, trajes de serviço e uniformes de treinamento físico exclusivos. Nesse período intermediário, os tutores usam o uniforme da Força Aérea, o traje de serviço da Força Aérea e os uniformes do Serviço da Força Aérea com as seguintes modificações:
- Insígnia da Força Espacial no casaco/camisa;
- Botões "Hap Arnold Star & Wings" substituídos por botões "Delta, Globo & Órbita";
- Substituídos os emblemas de limite de serviço do Grande Selo dos Estados Unidos da Força Aérea pelos emblemas de limite de serviço "Delta, Globo & Órbita" da Força Espacial;
- Crachá da Força Aérea substituído pelo crachá hexagonal da Força Espacial;
- Posto de alistamento da Força Espacial usado no lugar dos postos de alistamento da Força Aérea (somente alistados);
- Substituída a insígnia de lapela do Círculo dos Estados Unidos pela insígnia Hexagonal dos Estados Unidos (somente alistados).

O uniforme principal da Força Espacial é o Uniforme OCP, adotado pela Força Aérea e pelo Exército. A Força Espacial usa um fio "azul espacial" exclusivo para classificações e distintivos, usa uma bandeira colorida na manga esquerda e usa patches coloridos. O distintivo uniforme de serviço azul e cinza da Força Espacial foi revelado na Air & Space Forces Association's 2021 Air, Space, and Cyber conference. O azul escuro foi retirado do selo da Força Espacial e representa a vastidão do espaço sideral, enquanto os seis botões representam que a Força Espacial é a sexta força armada. O Uniforme de Treinamento Físico da Força Espacial foi revelado em setembro de 2021. Em abril de 2023, a Força Espacial declarou que o Uniforme de Treinamento Físico estaria disponível no início de 2024 e que o Uniforme de Serviço estaria disponível no final de 2025.
Os cadetes da Força Espacial na Academia da Força Aérea usam o mesmo uniforme que os cadetes da Força Aérea; no entanto, em seus distintivos uniformes de desfile azuis e brancos, eles usam uma faixa de platina no lugar da faixa de ouro usada pelos cadetes da Força Aérea.

### Prêmios e condecorações
Como parte do Departamento da Força Aérea dos Estados Unidos, a Força Espacial dos Estados Unidos e a Força Aérea dos Estados Unidos compartilham os mesmos prêmios e condecorações ou as mesmas variações de prêmios e condecorações.
Em 16 de novembro de 2020, o Secretário da Força Aérea Frank Kendall III renomeou a Medalha de Comenda da Força Aérea, a Medalha de Realização da Força Aérea, Prêmio de Unidade de Destaque da Força Aérea, Prêmio de Excelência Organizacional da Força Aérea, Faixa de Reconhecimento da Força Aérea, Fitas Ultramarinas da Força Aérea, Fita de Serviço Expedicionário da Força Aérea, Prêmio de Longevidade de Serviço da Força Aérea e Faixa de Treinamento da Força Aérea para substituir "Força Aérea" por "Aéreo e Espacial" para incluir a Força Espacial. Ele também eliminou a Força Aérea da Medalha de Ação de Combate da Força Aérea e renomeou a Faixa de Dever Especial da Força Aérea para Faixa de Dever Especial de Desenvolvimento.
A Força Espacial está atualmente no processo de desenvolvimento de uma Medalha de Boa Conduta da Força Espacial para substituir a Medalha de Boa Conduta da Força Aérea para membros alistados, que foi aprovada em 30 de agosto de 2023. O Congresso também debateu a mudança da Medalha do Aviador, concedida por heroísmo não-combatente, para a Medalha da Força Aérea e Espacial, espelhando a Medalha da Marinha e do Corpo de Fuzileiros Navais.
| Arctic "A" Device | Arrowhead Device | Combat "C" Device | Oak leaf cluster | Oak leaf cluster | Remote "R" Device | Estrela de Serviço | Estrela de Serviço | Valor "V" Device |
| ----------------- | ---------------- | ----------------- | ---------------- | ---------------- | ----------------- | ------------------ | ------------------ | ---------------- |
|                   |                  |                   |                  |                  |                   |                    |                    |                  |

#### Decorações
| Medalha de Honra | Cruz da Força Aérea | Medalha de Serviço Distinto | Estrela de Prata | Legião do Mérito | Cruz de Voo Distinto | Medalha do Aviador | Estrela de Bronze | Coração Púrpuro | Medalha de Serviços Meritórios | Medalha do Ar | Medalha de Realização Aérea | Medalha de Comenda Aérea e Espacial | Medalha de Conquista Aérea e Espacial |
| ---------------- | ------------------- | --------------------------- | ---------------- | ---------------- | -------------------- | ------------------ | ----------------- | --------------- | ------------------------------ | ------------- | --------------------------- | ----------------------------------- | ------------------------------------- |
|                  |                     |                             |                  |                  |                      |                    |                   |                 |                                |               |                             |                                     |                                       |
|                  |                     |                             |                  |                  |                      |                    |                   |                 |                                |               |                             |                                     |                                       |

#### Prêmios de unidade
| Citação Presidencial de Unidade | Citação de Unidade Gallant | Prêmio Unidade Meritória | Prêmio de Unidade Extraordinária Aérea e Espacial | Prêmio de Excelência Organizacional Aérea e Espacial |
| ------------------------------- | -------------------------- | ------------------------ | ------------------------------------------------- | ---------------------------------------------------- |
|                                 |                            |                          |                                                   |                                                      |

#### Prêmios de campanha, expedicionários e de serviço
| Medalha de Ação de Combate | Medalha de Prontidão para Combate | Medalha de Boa Conduta da Força Espacial | Faixa de reconhecimento aéreo e espacial | Medalha de Campanha de Efeitos de Combate Remoto | Medalha de Campanha Aérea e Espacial | Medalha de Serviço de Operações de Dissuasão Nuclear | Faixa de serviço aéreo e espacial no exterior (tour curto) | Faixa de serviço aéreo e espacial no exterior (tour lomgo) | Faixa de Serviço Expedicionário Aéreo e Espacial | Faixa de Serviço Expedicionário Aéreo e Espacial | Prêmio de Serviço de Longevidade Aérea e Espacial | Faixa de Deveres Especiais de Desenvolvimento | Fita de Graduação em Educação Militar Profissional Alistada na Força Aérea | Fita de Honra de Graduação em Treinamento Militar Básico | Fita de pontaria especializada em armas pequenas | Faixa de Treinamento Aéreo e Espacial |
| -------------------------- | --------------------------------- | ---------------------------------------- | ---------------------------------------- | ------------------------------------------------ | ------------------------------------ | ---------------------------------------------------- | ---------------------------------------------------------- | ---------------------------------------------------------- | ------------------------------------------------ | ------------------------------------------------ | ------------------------------------------------- | --------------------------------------------- | -------------------------------------------------------------------------- | -------------------------------------------------------- | ------------------------------------------------ | ------------------------------------- |
|                            |                                   |                                          |                                          |                                                  |                                      |                                                      |                                                            |                                                            |                                                  |                                                  |                                                   |                                               |                                                                            |                                                          |                                                  |                                       |
|                            |                                   |                                          |                                          |                                                  |                                      |                                                      |                                                            |                                                            |                                                  |                                                  |                                                   |                                               |                                                                            |                                                          |                                                  |                                       |

## Localizações

### Estados Unidos Continental
| Nome                                  | Localização         | Estado          | Base Espacial/Delta de Lançamento ou emblema da unidade primária | Base Espacial/Deta de Lançamento ou unidade primária | Unidades principais |
| ------------------------------------- | ------------------- | --------------- | ---------------------------------------------------------------- | ---------------------------------------------------- | --- |
| Buckley Space Force Base              | Aurora              | Colorado        |                                                                  | Space Base Delta 2                                   | - Space Delta 4 - Aerospace Data Facility-Colorado / Space Delta 20 - Joint Overhead Persistent Infrared Center |
| Peterson Space Force Base             | Colorado Springs    | Colorado        |                                                                  | Space Base Delta 1                                   | - United States Space Command - United States Northern Command - North American Aerospace Defense Command - Space Operations Command - Space Training and Readiness Command - Space Delta 2 - Space Delta 3 - Space Delta 7 |
| Schriever Space Force Base            | Colorado Springs    | Colorado        |                                                                  | Space Base Delta 1                                   | - Joint Task Force–Space Defense - Space Delta 6 - Space Delta 8 - Space Delta 9 - Space Delta 11 - Space Delta 12 - Space Delta 15 / National Space Defense Center                                                         |
| Los Angeles Air Force Base            | El Segundo          | California      |                                                                  | Space Base Delta 3                                   | Space Systems Command |
| Patrick Space Force Base              | Satellite Beach     | Florida         |                                                                  | Space Launch Delta 45                                | Air Force Technical Applications Center |
| Vandenberg Space Force Base           | Lompoc              | California      |                                                                  | Space Launch Delta 30                                | - Combined Force Space Component Command - Space Delta 1 - Space Delta 5 / Combined Space Operations Center |
| Cape Canaveral Space Force Station    | Cape Canaveral      | Florida         |                                                                  | Space Launch Delta 45                                | |
| Cheyenne Mountain Space Force Station | Cheyenne Mountain   | Colorado        |                                                                  | Space Base Delta 1                                   | - Missile Warning Center |
| Cape Cod Space Force Station          | Sagamore            | Massachusetts   |                                                                  | 6th Space Warning Squadron                           | |
| Cavalier Space Force Station          | Cavalier            | Dacota do Norte |                                                                  | 10th Space Warning Squadron                          | |
| New Boston Space Force Station        | Hillsborough County | New Hampshire   |                                                                  | 23rd Space Operations Squadron                       | |

### Em outro continente
| Nome                            | Localização             | Delta da Base Espacial ou emblema da unidade primária | Base Espacial Deta ou unidade primária        | Unidades principais         |
| ------------------------------- | ----------------------- | ----------------------------------------------------- | --------------------------------------------- | --------------------------- |
| Clear Space Force Station       | Estados Unidos (Alasca) |                                                       | 13th Space Warning Squadron                   |                             |
| Kaena Point Space Force Station | Estados Unidos (Havaí)  |                                                       | 21st Space Operations Squadron (Detachment 3) |                             |
| Maui Space Surveillance Complex | Estados Unidos (Havaí)  |                                                       | 15th Space Surveillance Squadron              |                             |
| Pituffik Space Base             | Gronelândia             |                                                       | 821st Space Base Group                        | 12th Space Warning Squadron |

## Naves espaciais e sistemas espaciais

### Nave espacial
| Nome                                                             | Imagem da nave espacial | Missão                                 | Operador      | Número |
| ---------------------------------------------------------------- | ----------------------- | -------------------------------------- | ------------- | ------ |
| Advanced Extremely High Frequency (AEHF)                         |                         | Comunicações por Satélite              | Space Delta 8 | 6      |
| Advanced Technology Risk Reduction (ATRR)                        |                         | Vigilância Espacial                    | Space Delta 9 | 1      |
| Defense Meteorological Satellite Program (DMSP)                  |                         | Monitoramento ambiental                | Space Delta 2 | 4      |
| Defense Satellite Communications System (DSCS)                   |                         | Comunicações por Satélite              | Space Delta 8 | 6      |
| Defense Support Program (DSP)                                    |                         | Aviso de mísseis                       | Space Delta 4 |        |
| Electro-optical/Infrared Weather System – Geosynchronous (EWS-G) |                         | Monitoramento ambiental                | Space Delta 2 |        |
| Fleet Satellite Communications System (FLTSAT)                   |                         | Comunicações por Satélite              | Space Delta 8 |        |
| Global Positioning System (GPS)                                  |                         | Posicionamento, navegação e tempo      | Space Delta 8 | 32     |
| Geosynchronous Space Situational Awareness Program (GSSAP)       |                         | Vigilância Espacial                    | Space Delta 9 | 6      |
| Milstar                                                          |                         | Comunicações por Satélite              | Space Delta 8 | 5      |
| Mobile User Objective System (MUOS)                              |                         | Comunicações por Satélite              | Space Delta 8 |        |
| Operationally Responsive Space-5 (ORS-5)                         |                         | Vigilância Espacial                    | Space Delta 9 | 1      |
| Space-Based Infrared System (SBIRS)                              |                         | Aviso de mísseis                       | Space Delta 4 | 7      |
| Space Based Space Surveillance (SBSS)                            |                         | Vigilância Espacial                    | Space Delta 9 | 1      |
| Ultra High Frequency Follow-On (UFO)                             |                         | Comunicações por Satélite              | Space Delta 8 |        |
| Wideband Global SATCOM (WGS)                                     |                         | Comunicações por Satélite              | Space Delta 8 | 10     |
| X-37B Orbital Test Vehicle                                       |                         | Teste de voo orbital de Avião espacial | Space Delta 9 | 2      |

### Sistemas espaciais
| Nome                                                               | Imagem do sistema espacial | Missão                                                  | Operador      |
| ------------------------------------------------------------------ | -------------------------- | ------------------------------------------------------- | ------------- |
| AN/FPS-85                                                          |                            | Vigilância Espacial                                     | Space Delta 2 |
| C-Band Space Surveillance Radar System                             |                            | Vigilância Espacial                                     | Space Delta 2 |
| Cobra Dane                                                         |                            | Defesa antimísseis Vigilância Espacial                  | Space Delta 4 |
| Ground-Based Electro-Optical Deep Space Surveillance (GEODSS)      |                            | Vigilância Espacial                                     | Space Delta 2 |
| Long Range Discrimination Radar (LRDR)                             |                            | Defesa antimísseis Vigilância Espacial                  | Space Delta 4 |
| Perimeter Acquisition Radar Attack Characterization System (PARCS) |                            | Defesa antimísseis Vigilância Espacial                  | Space Delta 4 |
| Satellite Control Network (SCN)                                    |                            | Estação Terrestre                                       | Space Delta 6 |
| Space Fence                                                        |                            | Vigilância Espacial                                     | Space Delta 2 |
| Space Surveillance Telescope                                       |                            | Vigilância Espacial                                     | Space Delta 2 |
| Upgraded Early Warning Radar (UEWR)                                |                            | Aviso de mísseis Defesa antimísseis Vigilância Espacial | Space Delta 4 |

### Veículos de lançamento espacial
| Nome         | Imagem do veículo lançador espacial | Classe                                                           | Contratante            |
| ------------ | ----------------------------------- | ---------------------------------------------------------------- | ---------------------- |
| Atlas V      |                                     | Veículo de lançamento médio                                      | United Launch Alliance |
| Electron     |                                     | Veículo de lançamento leve                                       | Rocket Lab             |
| Falcon 9     |                                     | Veículo de lançamento médio a veículo de lançamento pesado       | SpaceX                 |
| Falcon Heavy |                                     | Veículo de lançamento pesado a veículo de lançamento superpesado | SpaceX                 |
| Pegasus      |                                     | Veículo de lançamento leve lançado por via aérea                 | Northrop Grumman       |

## Modernização e orçamento
| Orçamento da Força Espacial dos Estados Unidos | 2020        | 2021            | 2022 (Autorizado) | 2023 (Promulgado) | 2024            |
| ---------------------------------------------- | ----------- | --------------- | ----------------- | ----------------- | --------------- |
| Operação e manutenção                          | $40 000 000 | $2 492 114 000  | $3 611 012 000    | $4 086 883 000    | TBA             |
| Compras                                        | —           | $2 310 994 000  | $2 787 354 000    | $4 462 188 000    | $3 752 194 000  |
| Pesquisa, Desenvolvimento, Teste e Avaliação   | —           | $10 540 069 000 | $11 794 566 000   | $16 631 377 000   | $19 551 449 000 |
| Pessoal Militar                                | —           | —               | —                 | $1 109 400 000    | TBA             |
| Total                                          | $40 000 000 | $15 343 177 000 | $18 192 932 000   | $26 289 848 000   | TBA             |

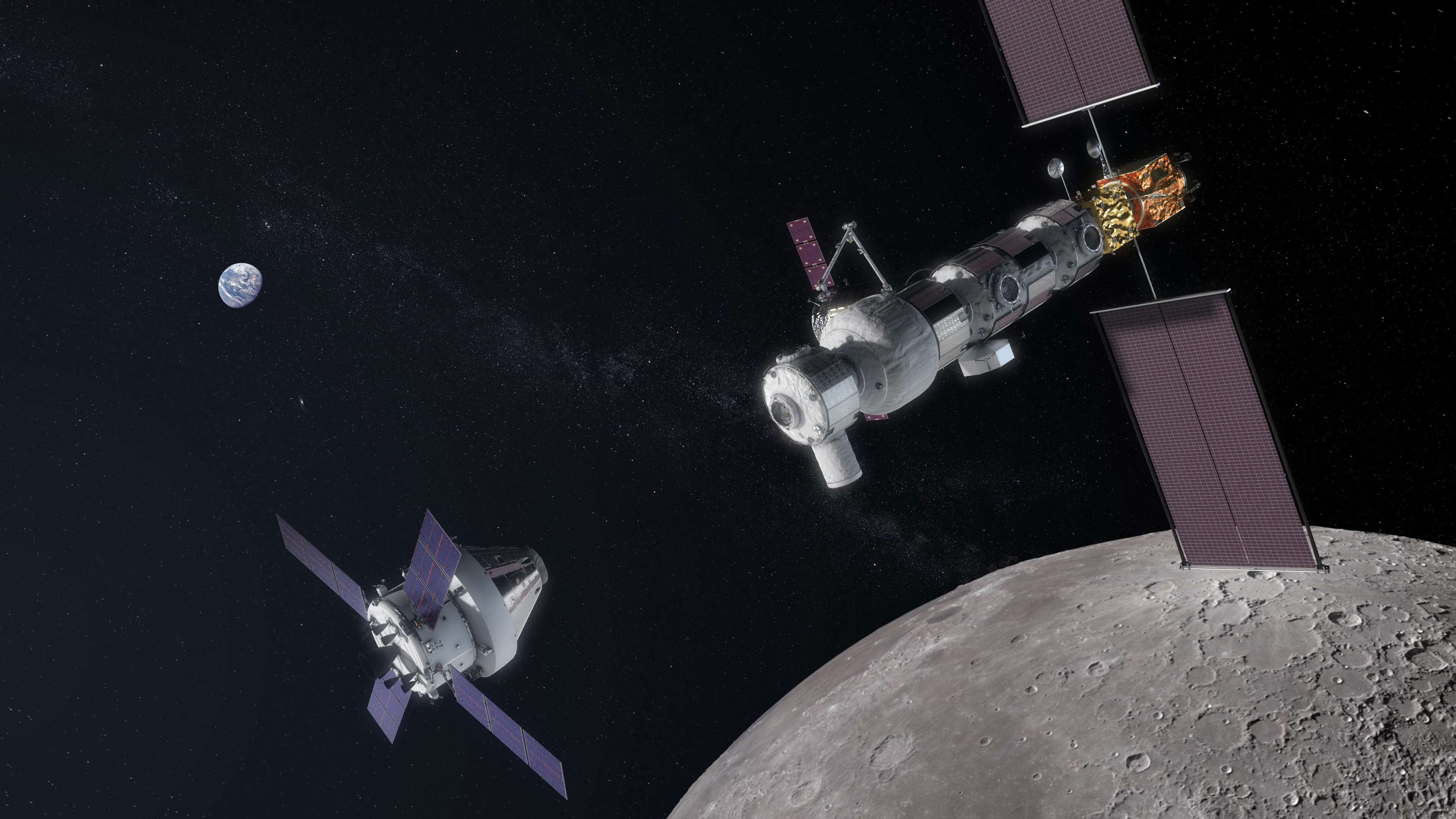
O retorno da NASA à Lua através do programa Artemis está levando a uma maior ênfase na consciência do domínio cislunar

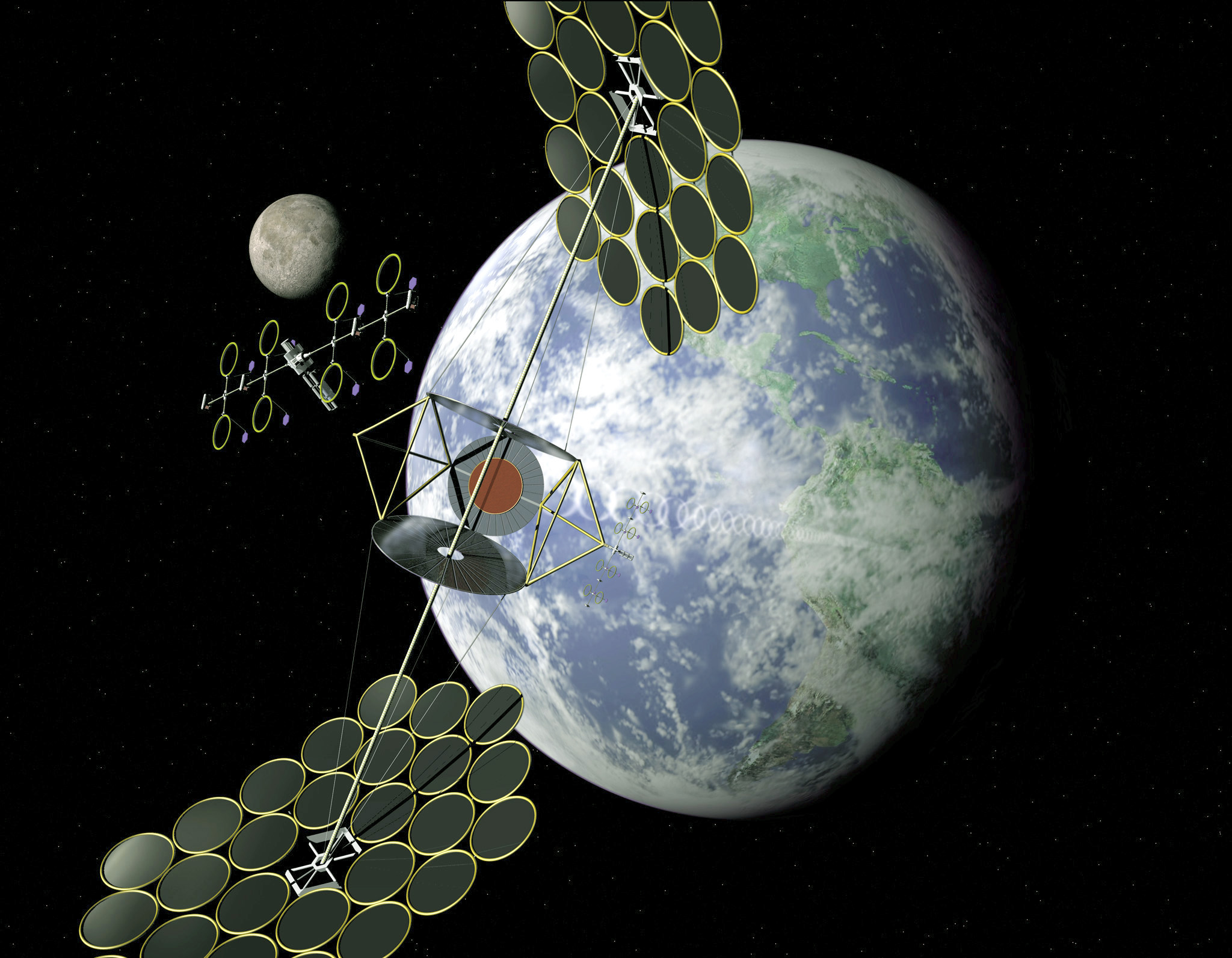
Conceito para uma espaçonave energia solar baseada no espaço

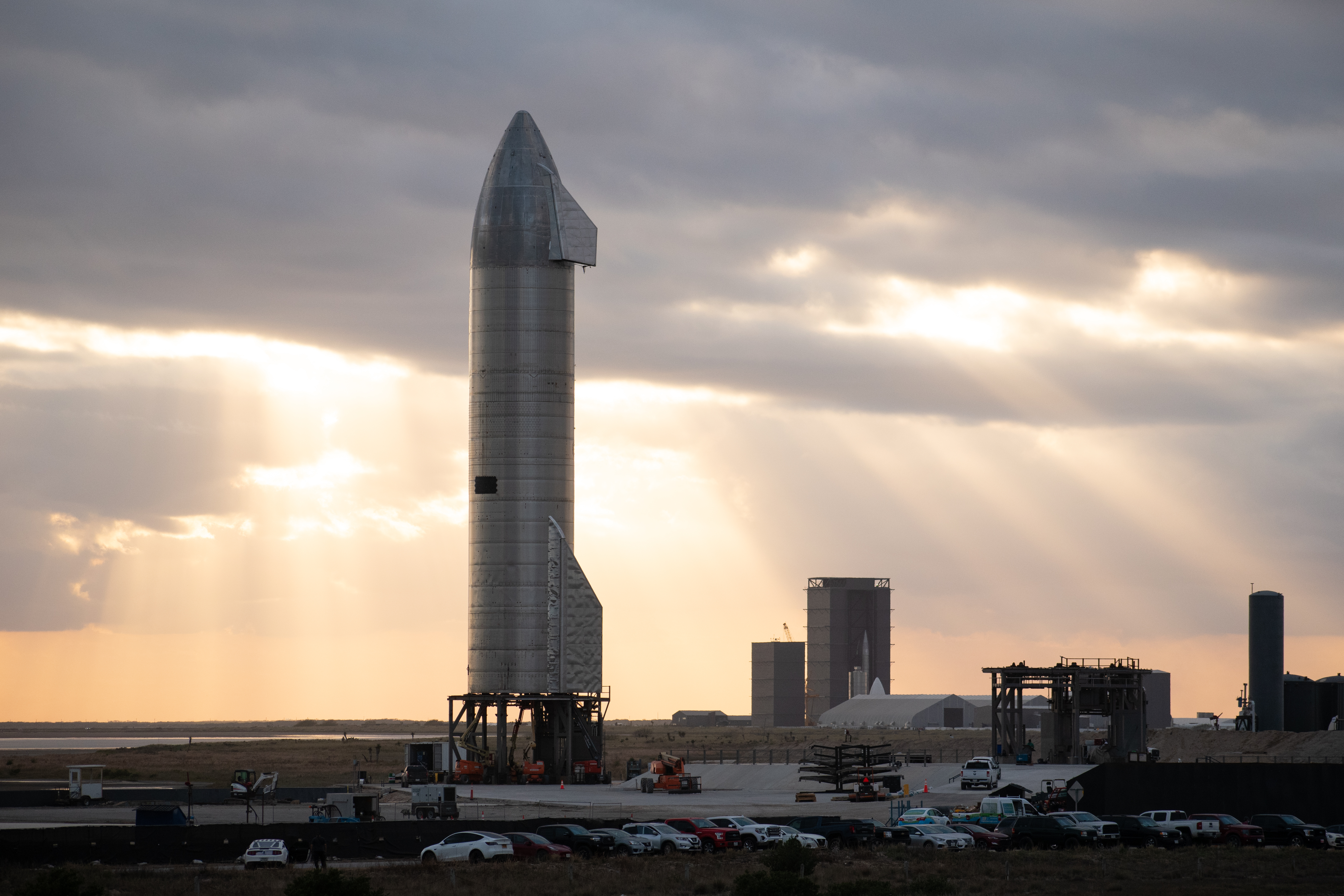
SpaceX's Starship, um candidato ao programa Rocket Cargo

Embora seja uma nova força, a Força Espacial dos Estados Unidos está passando por intensos esforços de modernização. O Deep Space Advanced Radar Capability (DARC) destina-se a rastrear objetos em órbita geossíncrona com três locais, um nos Estados Unidos, um no Indo-Pacífico e um na Europa.
Oracle, uma espaçonave desenvolvida pelo Air Force Research Laboratory para a Força Espacial, demonstrará as tecnologias que o serviço espacial necessita para o reconhecimento do domínio cislunar – rastreando objetos fora da órbita geossíncrona e entre a Terra e a Lua. A própria espaçonave será lançada em uma área de estabilidade gravitacional entre a Terra e a Lua para conduzir operações, usando um sensor de campo amplo e um sensor de campo estreito mais sensível para descobrir e manter a custódia de objetos operando nesta região. A Oracle apoiará diretamente o programa Artemis da NASA quando ele retornar à Lua e rastrear objetos próximos à Terra potencialmente perigosos em apoio às operações de defesa planetária.
Também um programa do Air Force Research Laboratory para a Força Espacial, Arachne é o experimento fundamental no Projeto de Pesquisa e Demonstrações Incrementais de Energia Solar Espacial, que visa provar e amadurecer tecnologias essenciais para um protótipo de sistema de transmissão de energia solar baseado no espaço, capaz de alimentar uma base operacional avançada. Arachne demonstrará especificamente e amadurecerá tecnologias relacionadas à geração de energia mais eficiente, formação de radiofrequência e transmissão de feixes de radiofrequência. As atuais bases de operações avançadas dependem de comboios logísticos significativos para transportar combustível para energia – a energia solar baseada no espaço moveria essas linhas de abastecimento para o espaço, onde eles não podem ser facilmente atacados. Assim como o GPS começou como um programa militar e foi aberto ao uso civil, a Força Espacial forneceu que a energia solar baseada no espaço também poderia fazer a transição para o uso comum. Outros demonstradores de transmissão de energia baseados no espaço incluem os experimentos Space Power InfraRed Regulation and Analysis of Lifetime (SPIRRAL) e Space Power INcremental DepLoyable Experiment (SPINDLE).
A Navigation Technology Satellite-3 (NTS-3), com base na constelação do Sistema de Posicionamento Global da Força Espacial, é uma espaçonave do Air Force Research Laboratory que operará em órbita geossíncrona para testar técnicas e tecnologias avançadas para detectar e mitigar interferências no posicionamento, capacidades de navegação e cronometragem e aumentar a resiliência do sistema para usuários militares, civis e comerciais. NTS-3 é um programa Vanguard, que marca tecnologias potencialmente revolucionárias.
O programa Rocket Cargo da Força Espacial é outro programa Vanguard do Air Force Research Laboratory, que se concentra no aluguel de serviços de lançamento espacial para transportar rapidamente material militar para portos em todo o mundo. Se for comprovada a viabilidade, o Space Systems Command será responsável pela transição para um programa de registro. O United States Transportation Command seria o principal usuário desta capacidade, lançando rapidamente até 100 toneladas de carga em qualquer lugar do mundo.

## Imagem pública e recepção
Apesar das crescentes ameaças militares no espaço e da reorganização das Tropas Espaciais da Rússia e da Força de Apoio Estratégico do Exército de Libertação Popular, a Força Espacial dos Estados Unidos tem enfrentado desafios significativos com a sua imagem pública.
Um grande desafio foram os laços percebidos com o ex-presidente Donald Trump, que em 2018 apoiou a proposta, alegando falsamente que "ninguém sequer pensou na Força Espacial" antes dele. A Força Espacial foi acusada de ser um "projeto de vaidade" para o presidente Trump, apesar do conceito ser debatido desde a década de 1990 como um meio de combater as ameaças militares chinesas e russas no espaço e, mais recentemente, ter sido proposto pelos representantes Jim Cooper e Mike Rogers em 2017. A ideia da Força Espacial era popular entre os apoiantes do ex-presidente Donald Trump, e a sua campanha presidencial vendeu mercadorias não oficiais da Força Espacial – uma prática pela qual foi criticado. A criação da Força Espacial, sancionada por Trump, resultou em algumas piadas, memes e polêmicas online. Apresentadores de talk shows noturnos como Jimmy Kimmel e Stephen Colbert brincaram sobre a ideia e um programa de comédia da Netflix, Space Force, tem uma trama envolvendo o estabelecimento de uma Força Espacial dos Estados Unidos – encontrando humor no envolvimento de Trump, mas também abordando as ameaças com as quais a verdadeira Força Espacial existe para lidar. Após o fim da administração Trump e o anúncio da administração Biden de que não estavam a reavaliar a sua criação, surgiu uma cobertura menos crítica e mais analítica da Força Espacial. Oficiais militares de alta patente e comentadores entrevistados pelo Politico num artigo de fevereiro de 2021 concordaram que a influência e a imagem do Presidente Trump foram em parte a causa da recepção negativa da Força Espacial, e que melhorar a sua imagem pública levaria tempo.
Um segundo desafio foi destacado no artigo de janeiro de 2021 no Space Force Journal de Wendy Whitman Cobb, professora da Air University, que culpou a percepção pública geralmente irônica e imprecisa da Força Espacial à influência da ficção científica e da cultura pop, alegando que "as representações da Força Espacial na cultura pop moderna como uma piada desviam a atenção das sérias responsabilidades que o USSF está assumindo".
A adoção permanente pela Força Espacial de seu uniforme de camuflagem OCP herdado, que também é usado pela Força Aérea dos Estados Unidos e pelo Exército dos Estados Unidos, gerou piadas sobre os combates na lua florestal de Endor em Star Wars: O Retorno dos Jedi e seu uniforme de serviço foi comparado aos uniformes da Frota Colonial da Battlestar Galactica ou aos uniformes da Frota Estelar de Star Trek. A insígnia Delta da Força Espacial, adotada pela primeira vez como símbolo espacial pela Divisão de Mísseis Balísticos da Força Aérea em 1962, foi comparado ao logotipo da Frota Estelar de Star Trek, que foi ao ar pela primeira vez na televisão em 1966. Em 2020, William Shatner, que interpretou James T. Kirk em Star Trek, afirmou que o logotipo da Frota Estelar era uma homenagem aos antecessores diretos da Força Espacial nas operações espaciais militares.